# Оборона Вестерплатте
Оборона Вестерплятте — перший бій Польської кампанії, ознаменував початок Другої світової війни в Європі. 1 вересня 1939 року німецька піхота за підтримки військово-морських сил напала на польський військово-транзитний склад (Wojskowa Składnica Tranzytowa, WST) на півострові Вестерплатте, в гавані вільного міста Данциг. Гарнізон налічував коло 200 солдат, але попри чисельну перевагу супротивника, обстріли та бомбардування, захисники тримали оборону впродовж семи днів.

## Передумови
Вестерплатте (в перекладі з німецької - Західна плита)— півострів в Гданській затоці, в гирлі Вісли (біля самого входу в порт). В 1920 році Гданськ (Данциг) знову став Вільним Містом (під юрисдикцією Ліги Націй). Відповідно до Паризької угоди від 9 листопада 1920 року Польща представляла і захищала інтереси громадян Гданська за кордоном, а сама територія Вільного Міста входила в польський митний простір. 14 березня 1924 Ліга Націй визнала за Польщею право на військово-транзитний склад. Початково для його розміщення пропонувався Острів (Holm) - місцевість в самому ядрі сучасного Гданська). Проте остаточно вибір пав на колишнє місце літнього відпочинку на косі, яка утворилася в місці, де колись головне річище Вісли впадало до Балтики - косу Вестерплатте.  9 грудня 1925  р. Ліга Націй прийняла рішення про розміщення невеликого  польського гарнізону для його охорони. Згодом після будівництва порту в Гдині поялки не відмовилися від складу на Вестерплатте, який став  вагомою складовою польських прав у Гданську. Необхідно зазначити, що навіть в серйозних працях про Вестерплатте поширена популярна легенда про польського представника у Гданську М. Яловецького, який начебто в період кризи 1919 р. викупив Вестерплатте з німецьких рук. Насправді М. Яловецький викупив деяку нерухомість на Вестерплатте, що потім було використано в процесі передачі півострова Польщі.
Ліга Націй дозволила Польщі тримати тільки 88 охоронців на Вестерплатте, які повинні були охороняти військово-морські склади боєприпасів. 6 березня 1933 року уряд Польщі спробував посилити гарнізон ще 120 солдатами, але це викликало обурення і Польща була змушена відвести частину військ.
Досконало навчені солдати, а не прості охоронці складів, у випадку німецького путчу в Гданську, при підтримці десанту з Гдині мали зайняти стратегічні об’єкти в місті та порту. 
Претензії Німеччини на Вільне Місто стало головним приводом для нападу на Польщу. 1 вересня 1939 року німці оголосили про включення Данцига до складу Рейху і почати підготовку до ліквідації всіх польських інститутів на його території. Головними з них були Польська пошта і Військово-транзитний склад. З 3 грудня 1938 року комендантом Вестерплатте був майор Генрик Сухарський.

## Підготовка до оборони
Складні взаємини з Вільним Містом, постійна небезпека провокацій з боку нацистської Німеччини змусили польське військове командування з другої половини 1933 року зайнятися максимальним зміцненням гарнізону Вестерплатте. Всі цивільні об'єкти на території гарнізону були пристосовані також і для військових дій. Виконання робіт та планування укріплень було доручено капітану Мечиславу Крушевському та його помічнику інженеру Славоміру Боровському. Ними були спроектовано та збудовано 6 замаскованих під приміщення для несення вартової служби довгочасних вогневих точок - вартівень, розташованих в найголовніших укріплених пунктах півострова. А також підготовлені до оборони вже існуючі об'екти. Було також створено кілька спеціальних польових позицій, що були обладнані для ведення стрілецького вогню, включаючи одне або два кулеметних гнізда. У процесі підготовки до оборони та її перебігу було споруджено і обладнано такі позиції:
- Позиція «Вал» (капрал Едмунд Шамлевський)
- Позиція «Пором» (капітан Леон Пайонк)
- Позиція «Форт» (капрал ВМС Бернард Ригельській)
- Позиція «Лазенки» (капрал ВМС  Франтішек Бартошак)
- Позиція «Електростанція»
- Позиція «Пристань»
- Позиція сержанта Владислава Дейка
- Позиція (вузол опору) «Залізнична колія») - утворена після знищення внаслідок нальоту вартівні №5[2][1]

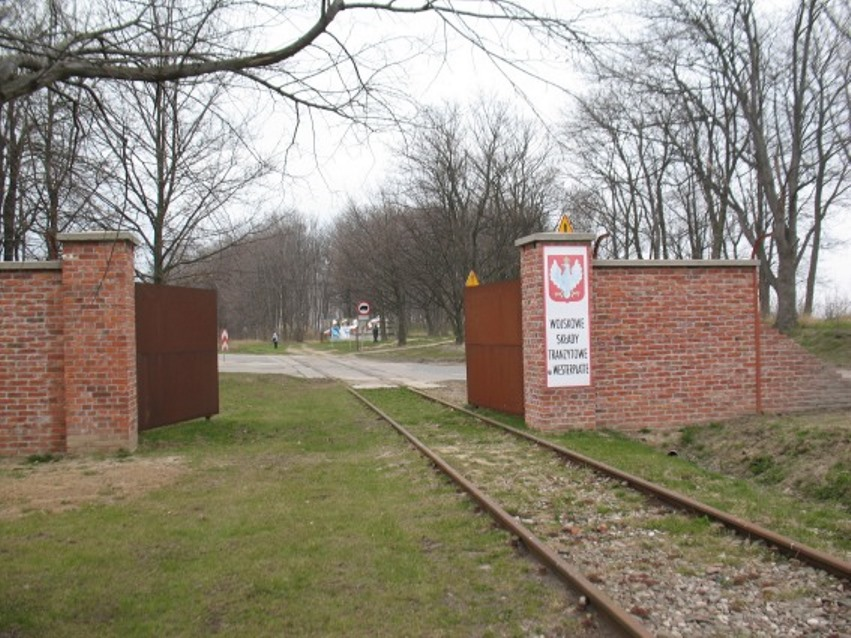
Залізнична брама Вестерплатте. Реконструкція. Фото 2012 р.

22 березня 1939 у зв'язку з побоюванням атаки німецького флоту, що повертається з Клайпеди після дружнього візиту, майор Сухарський терміново запросив допомоги в людях і озброєнні. В результаті, гарнізон було збільшено до 210 осіб (включаючи військових інженерів і інших цивільних осіб). З особливостей несення строкової служби можна відмітити такий, що служба для солдатів-строковиків тривала лише півроку. Після чого (восени і навесні) вони змінювалися іншими строковиками. Довше тривало перебування в гарнізоні офіцерів і під-офіцерів. Основний час військовослужбовців поглинала напружена вартова служба.

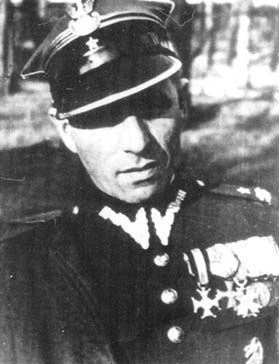
Командувач військово-транзитного складу на Вестерплатте майор Генрик Сухарський

Генеральний штаб передбачав у разі німецького нападу перекинути сюди допоміжні сили т. з Інтервенційний корпус, який повинен був захопити Гданськ, а через 12 годин прийти на допомогу вестерплаттському гарнізону. Тим часом, навіть для виконання початкового плану захисникам Вестерплатте не вистачало вогневої потужності. Вдалося доставити і вкрити в залізничних вагонах одну застарілу трофейну російську гармату, дві протитанкових гармати і чотири міномета.
З весни 1939 року німці вже відкрито зміцнювали свої позиції в Гданську. Чисельність поліції дійшла до двох полків (близько 6000 осіб). Під керівництвом генерала Ф. Ебергардта в Гданськ перекидалося озброєння, яке зосереджувалося на складах Шуха у Гданську.
25 серпня 1939 року в Гданьську затоку з «дружнім візитом» увійшов німецький навчальний броненосець Schleswig-Holstein. Офіційною причиною прибуття було 25-річчя загибелі крейсера Magdeburg в Першій світовій війні. Насправді броненосець був плавучою батареєю для атаки польських укріплень. На озброєнні Schleswig-Holstein мав 4 гармати 280 мм, 10 гармат 150 мм і 4 гармати 88 мм. На його борту перебувала штурмова рота морських піхотинців (Marinesturmkompanie) чисельністю 500 чоловік. Командування готове було відкрити вогонь по укріпленнях при перших можливостях. На світанку 1 вересня броненосець просунувся вглиб портового каналу напроти укріплення Мевій Шанець і підготувався до бою.

## Хід бойових дій

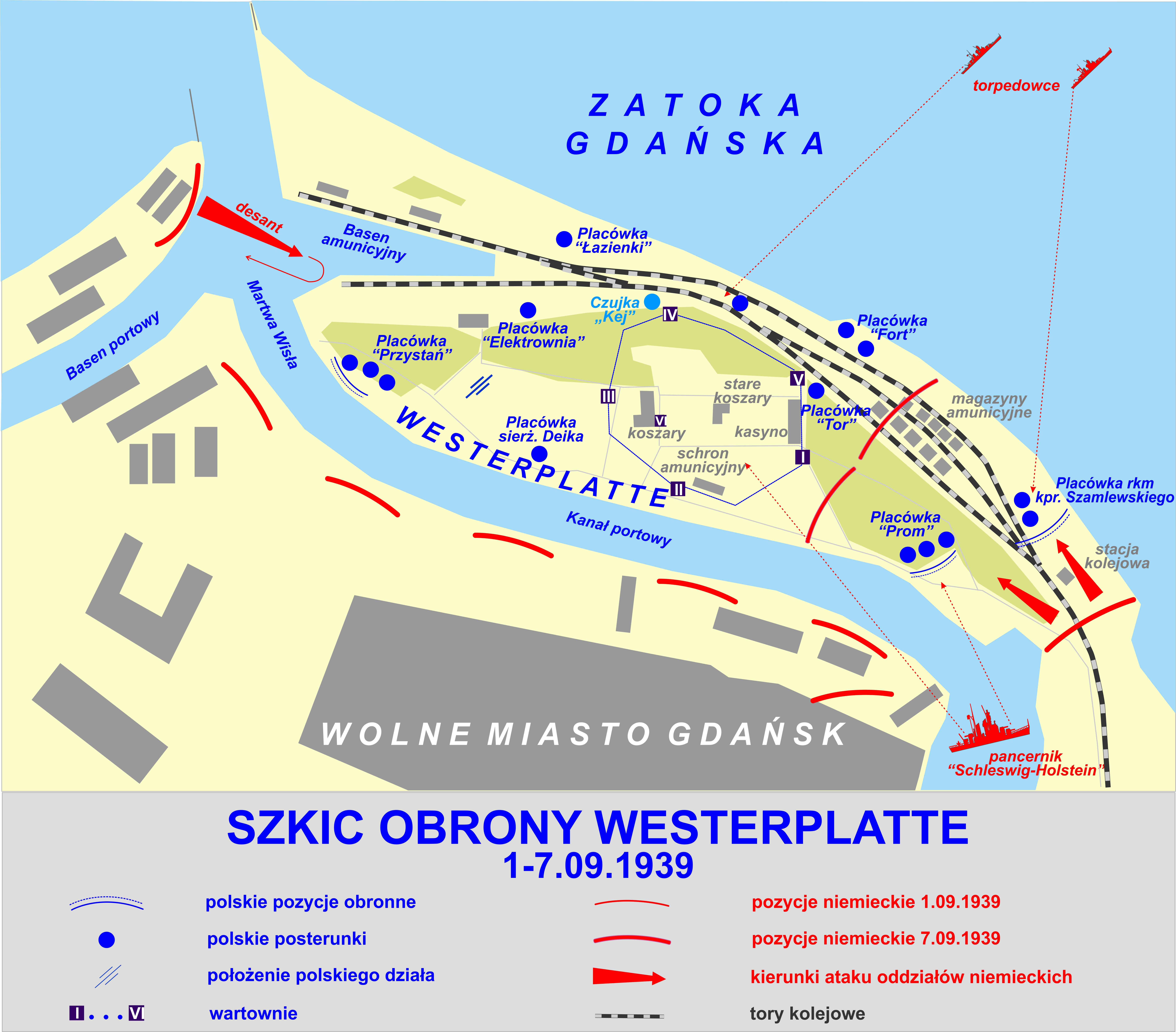
Схема оборони Вестерплатте 1-7.09.1939

### 1 вересня

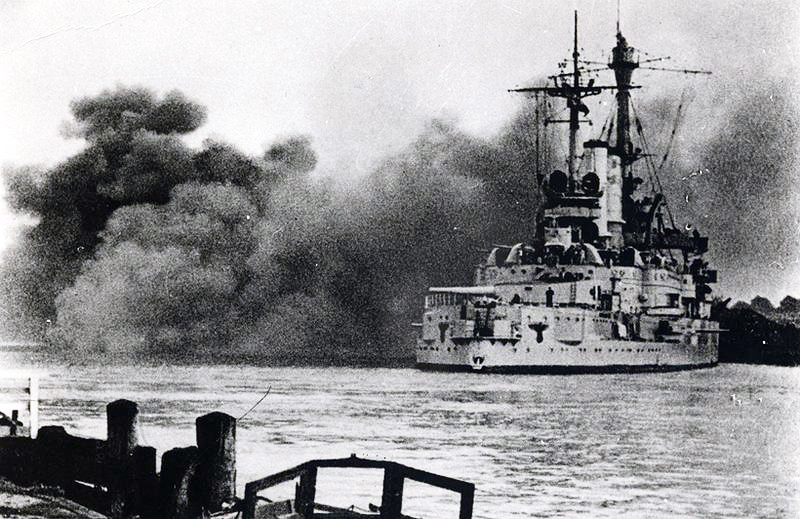
Schleswig-Holstein обстрілює Вестерплатте, вересень 1939 р.

О 4:47 броненосець почав обстріл Вестерплатте. Постріли броненосця прийнято вважати першими пострілами Другої світової війни, хоча відомо, що першими польськими об’єктами, які зазнали німецького удару були мости у Тчеві неподалік від Гданська. 
Німецький план передбачав масований артилерійський обстріл з Schleswig-Holstein, в ході якого опір польських солдатів буде зломлено. Після чого півострів атакує рота морських піхотинців, доставлена з Клайпеди, що сконцентрувалися під мурами складів. Удару німецьких морпіхів мали допомагати гданьські підрозділи: батальйон СС Heimwehr Danzig та дві поліцейські роти.  Однак, постріл з пістолету - німецький сигнал готовності до атаки почул
и польські чергові. Загалом, захисники складів добре підготувалися до оборони. Обстріл борненосця хоч і  тривав десять хвилин, проте не мав суттєвих наслідків для обронців. Після чого почався штурм німецької піхоти. За висадженою в повітря залізничною брамою німців одразу почав косити вогонь ручного кулемету групи капрала Е. Шамлевського з позиції «Вал». Зважаючи на поломку кулемета Шамлевський зі своїми бійцями змушений був відійти вглиб складів, а німці узбережжям моря просунулися під позицію «Форт», яка теж була вчасно зайнята поляками, тож не допустила подальшого просування.
На південь від «Валу» гітлерівців шквальним вогнем з кулеметів зупинила позиція «Пором». Окрім броненосця та штурмової групи вогонь по Вестерплатте відкрили вогневі точки з іншого боку Портового каналу.
Напротивагу їм польські артилеристи встигли зробити тільки 28 пострілів з так званої Путіловської гармати перед тим як вона була пошкоджена подальшим обстрілом броненосця. Тим не менш, вдалося вразити німецькі вогневі точки на маяку і на кількох високих будівлях порту на іншому березі каналу.

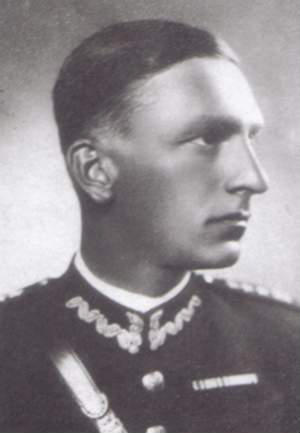
Заступник коменданта військово-транзитного складу на Вестерплатте капітан Франтишек Домбровський

Через пів години до цієї позиції добрався поручник Л. Пайонк з 6 солдатами. Оборонці попросили про вогневу підтримку, після чого по штурмуючим німцям вдарили міномети встановлені біля кошар. Понісши втрати, гітлерівці змушені були відступити до Мевего Шанця.
Скориставшись перервою група польських солдатів з позиції «Пором» під командуванням капрала Анджея Ковальчика зуміла підібратися до вартового блок-посту гданської поліції Schupo, в якому німці встановили кулеметне гніздо і прицільно обстрілювали тили захисників гарнізону. Поляки закидали цю позицію гранатами і повністю її знищили.
Невдовзі відновився сильний артилерійський обстріл «Порома» з броненосця. Під час цього обстрілу серйозне поранення отримав командир позиції «Пором» підпоручик Леон Пайонк. Відразу ж після артпідготовки почався другий штурм за участю німецьких морських піхотинців та СС, але і цей штурм захисники відбили. .
Окрема німецька група вночі була пробралася на терен складу, але була рішучо вибита звідси.  За перший день битви польські втрати склали 4 вбитих і кілька поранених. Гарнізон залишив позицію «Пором». Німці ж, зайнявши частину території, понесли значні втрати.

### 2 вересня

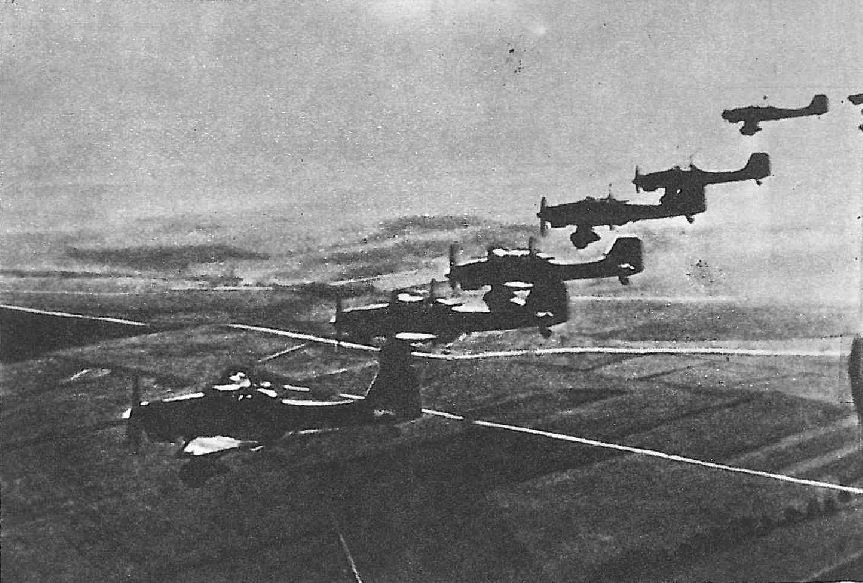
2 вересня 1939 р. Вестерплатте бомбили групи Ju-97

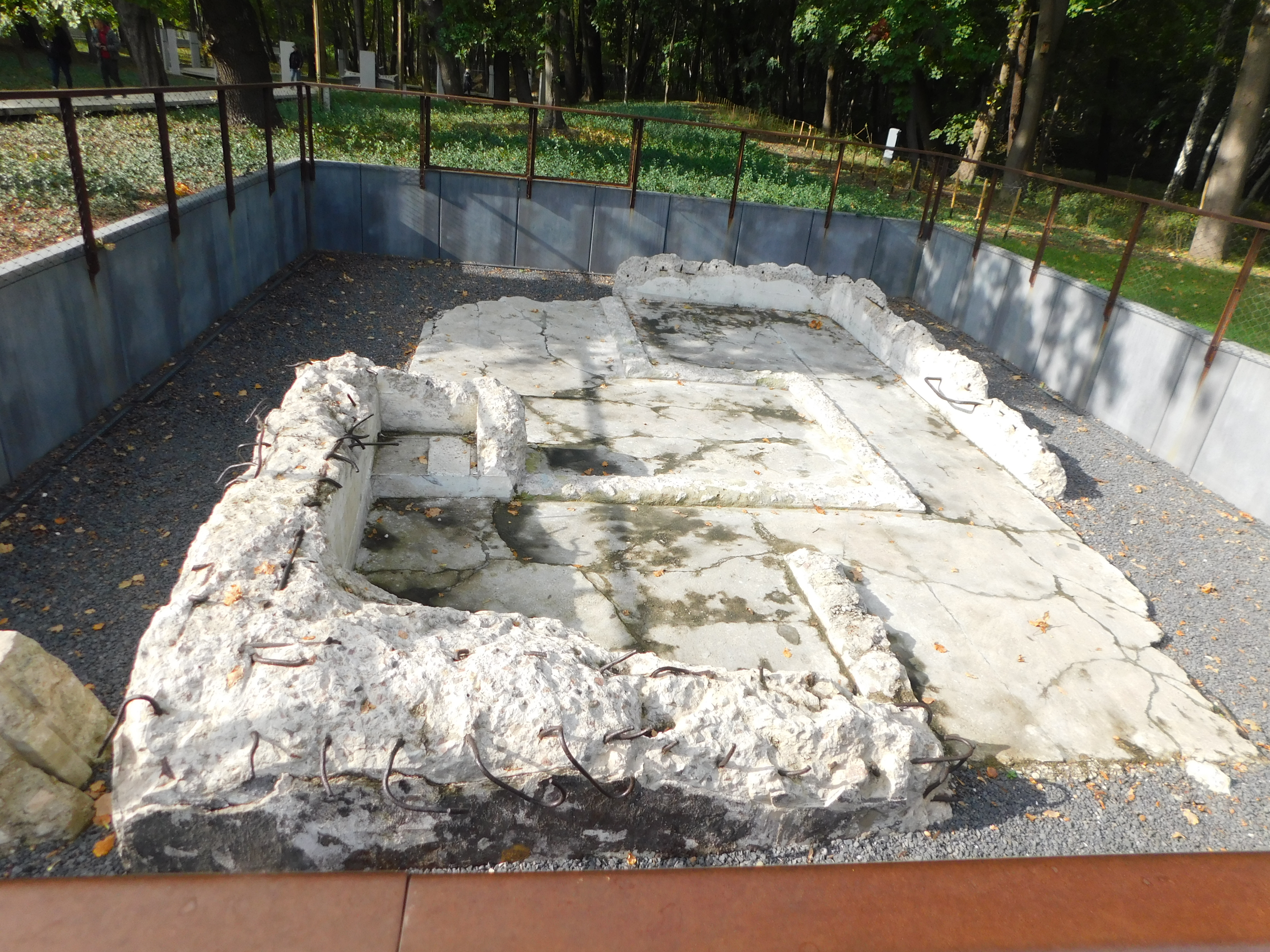
Фундаменти знищеної нальотом вартівні №5 на Вестерплатте. Фото І2024 р.

До обіду на Вестерплатте панував відносний спокій. З метою знищення підземних фортифікацій німецьке командування ухвалило рішення про повітряний нальот на гарнізон пікіруючих бомбардувальників Ю-87 ("Штука ") та двох дивізіонів Хе-111. Нальоту передував прольот літака-розвідника. Сам наліт відбувся в 18 : 05-18 : 45. У ньому взяли участь 47 «Штук», які скинули 8 бомб по 500 кг, 50 бомб по 250 кг і 100 бомб по 100 кг. бомбардуванню підлягали головним чином об’єкти, що були попередньо виявлені аерофотозйомкою, зокрема вартівня №5, так звана Підофіцерська вілла, в підвалі якої знаходилася вартівня №3, кошари, казино та ін. В результаті прямого попадання відразу двох бомб повністю було зруйновано вартівню № 5. Майже всі бійці, які знаходилися там загинули. Натомість позиції «Форт», «Електростанція», «Пристань» та «Лазенки» німцями виявлені не були тож спеціальними цілями для бомбометання не слугували. З кількох з цих пунктів польські солдати навіть застосували проти німецької авіації важкі кулемети на зенітних станках. Як встановив М. Вуйтович-Подгорський, один з Ю-87 був навіть пошкоджений і змушений був приземлитися на аеродромі в Гданську-Заспі. Бомбардування справило на захисників сильний психологічний вплив. 

Один з солдат гарнізону вартівні №3 згадував:

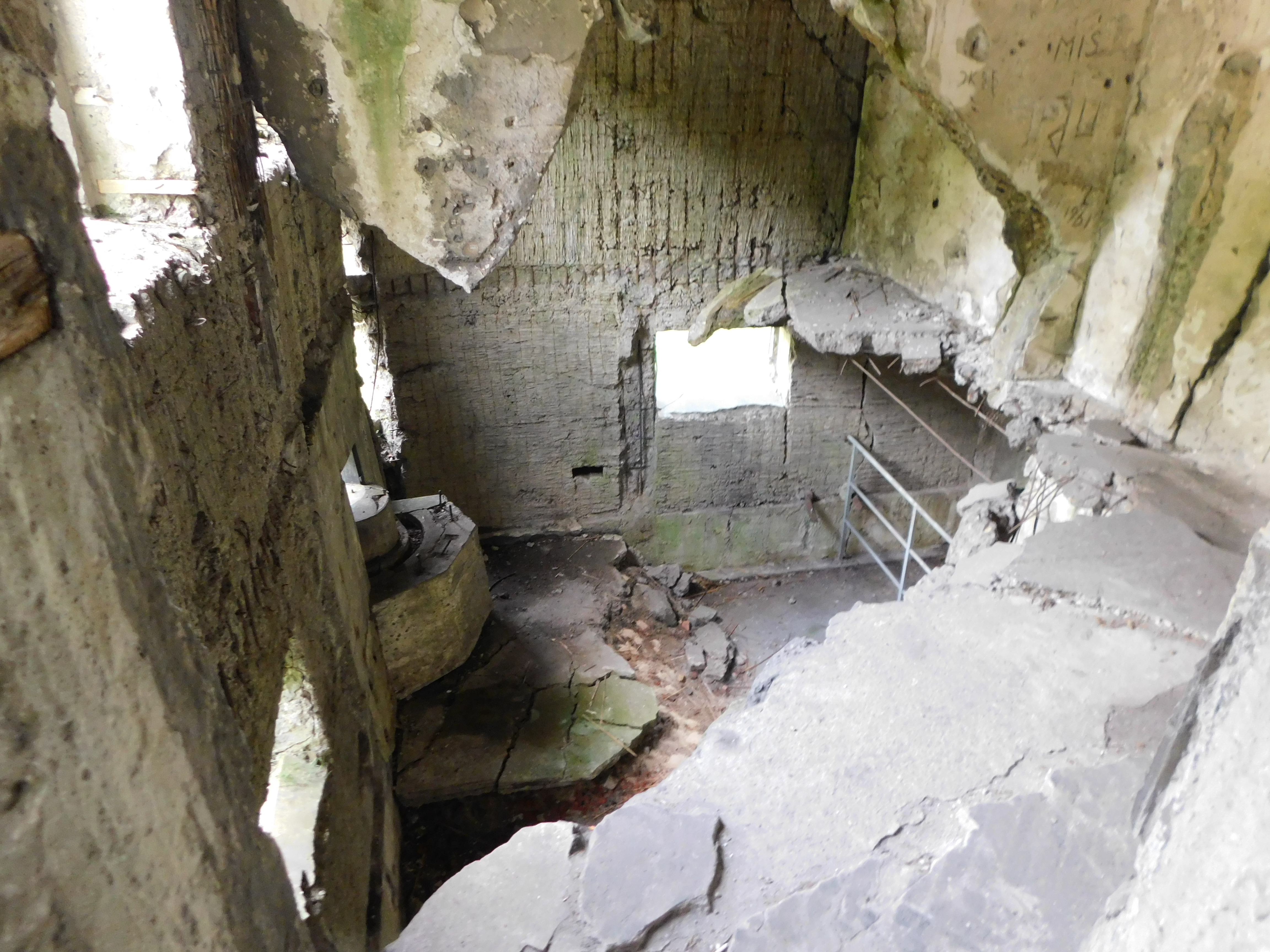
Бойовий простір вартівні №6 у Нових кошарах на Вестерплатте. Фото 2024 р.

«Під час бомбардування ми мали таке враження, що знаходимося в замкнутій бочці, яка коливається (…) Солдати, що знаходилися в вартівні (..) заламані, не розраховували взагалі, що з того страшного бомбардування (…)вийдуть живими. Кожен сам по собі в час нальоту думав про близький кінець».
Як описує в своїй праці М. Вуйтович-Подгорський Г. Сухарський заламався психічно і наказав вивісити білий прапор над Новими казармами. Втім, його заступник Ф. Домбровський зірвав цей прапор. На даху кошар, імовірно, він застрелив солдата, який вивісив цей прапор. Домбровський також змушений був в таємниці від солдат ізолювати Сухарського від командування та в подальшому видавати накази від його імені. Також дійшло до страти кількох панікуючих польських солдатів гарнізону, що відмовилися далі битися. Докази цієї трагічної справи знайшли 8 вересня німці біля вартівні №4. Це була імпровізована могила в якій знаходилися тіла чотирьох польських вояків.

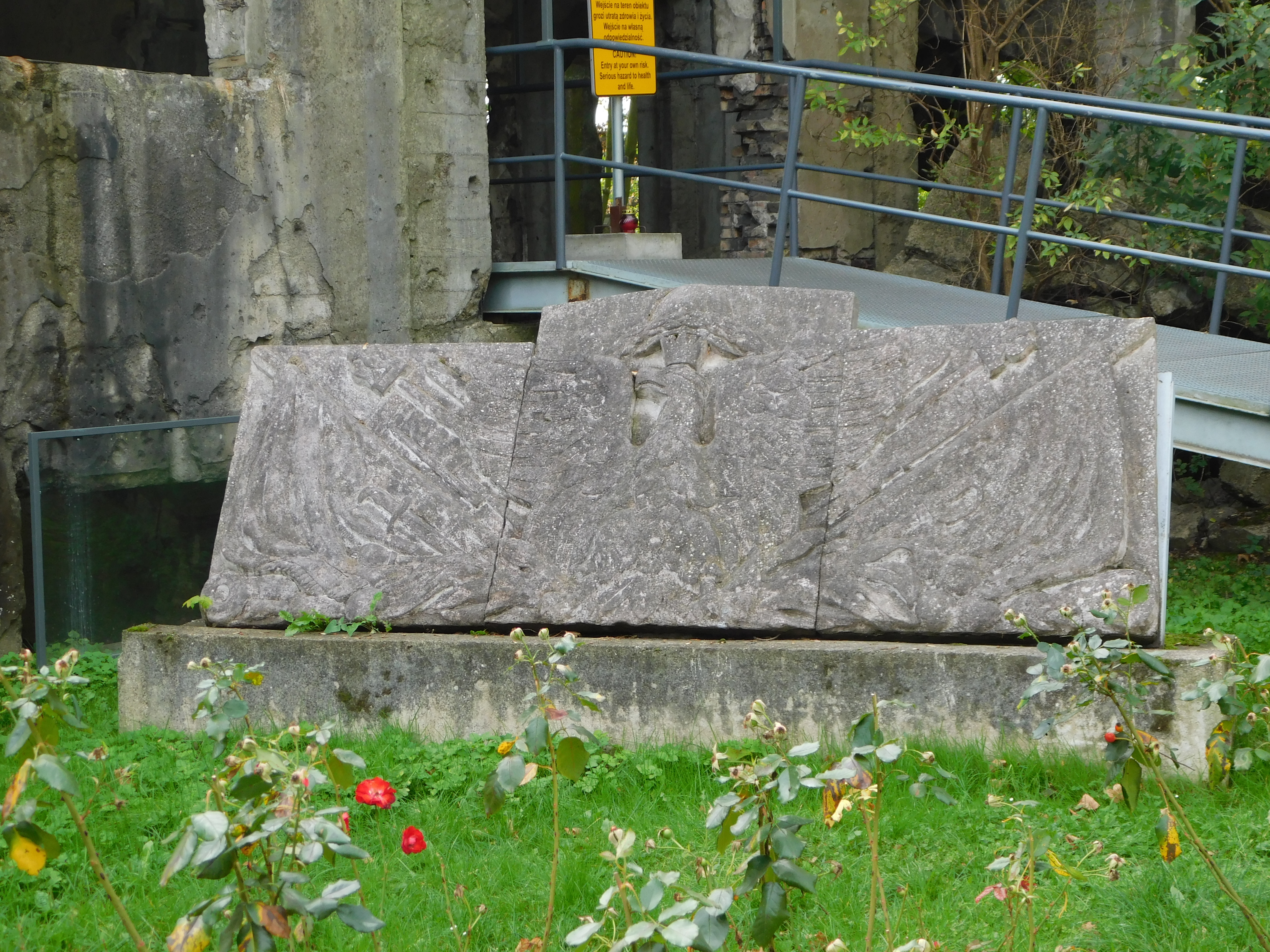
Копія рельєфу з орлом, що розміщувався над входом до Нових кошар на Вестерплатте. Фото 2024 р.

Інші дослідники Вестерплатте повністю спростовують або заламання майора, або білий прапор, або і те і інше.

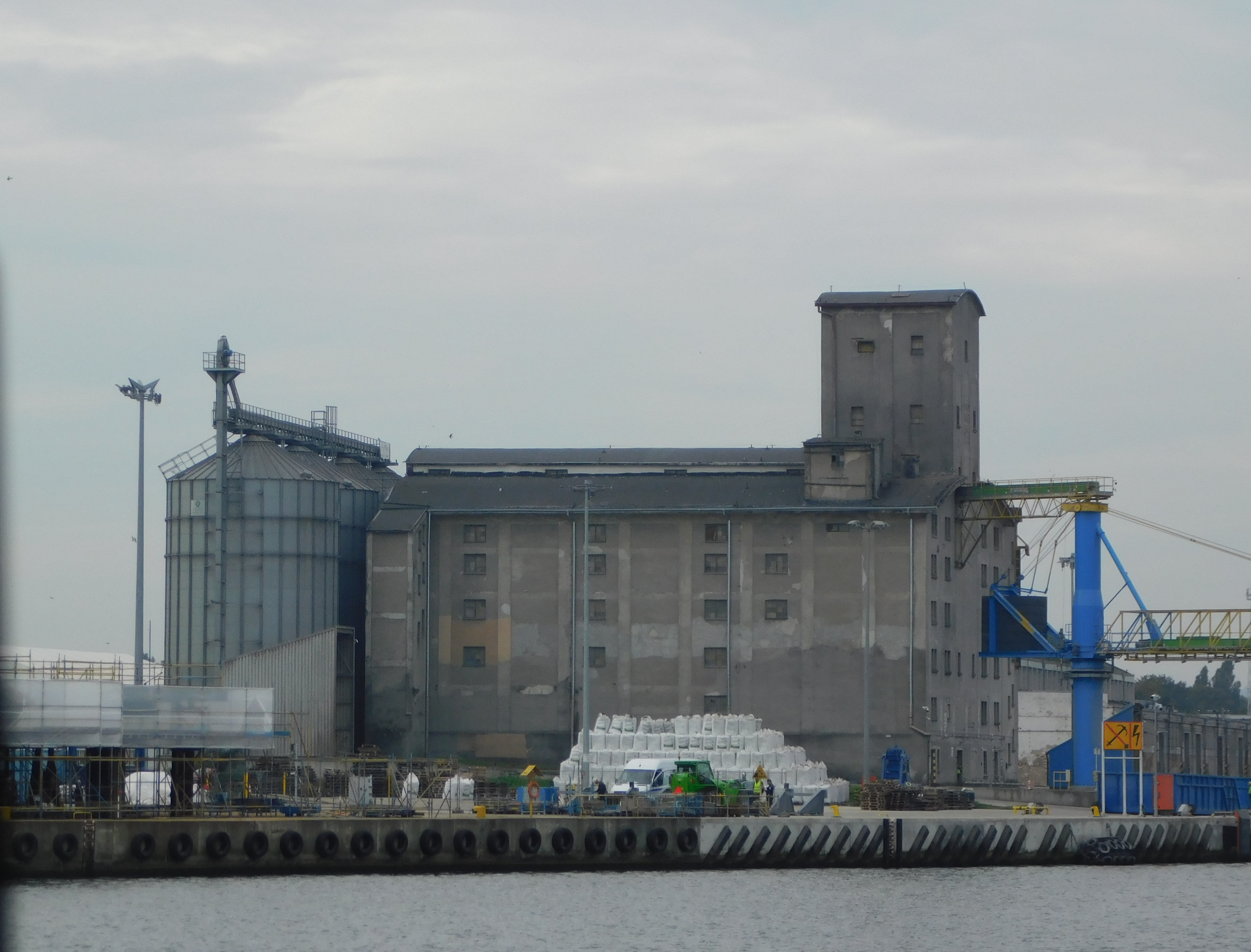
Зерносховище Anker по інший бік портового каналу від Вестерплатте - позиція німецьких кулеметів. Фото 2024 р.

Після того як штурмова група понесла значні втрати при першій спробі штурму Вестерплатте і німців просто не було військового підрозділу готового до штурму. Через нескоординованість нальоту з планами наземних військ, ніхто не дав скористатися його наслідками.
Очікуючи після нальоту на штурм, майор Г. Сухарський наказує знищити шифри для радіозв’язку та таємні папери. В подальшому не дозволило Вестерплатте спілкуватися з керівництвом Польського військово-морського флоту на Хеліі.

### 3 вересня
Німецьке командування перекинуло до Гданська спеціальний навчальний саперний батальйон (Pionierlehrbataillon ) з Дессау — Рослау, що нараховував 780 бійців з ручними кулеметами і вогнеметами. Командував батальйоном підполковник Карл Хенке. Хенке домігся відміни запланованого на 3 вересня штурму на користь підготовки іншого, чому мала передувати детальна розвідка польських позицій. 3 вересня німці зранку почали обстріл Вестерпалатте, втім вже не намагалися його здобути. Вони лише проводили розвідку боєм, намагаючись знайти слабкі місця польської оборони. Трохи підняло настрій захисникам Вестерплатте повідомлення про те, що Британія і Франція оголосили війну Німеччині.

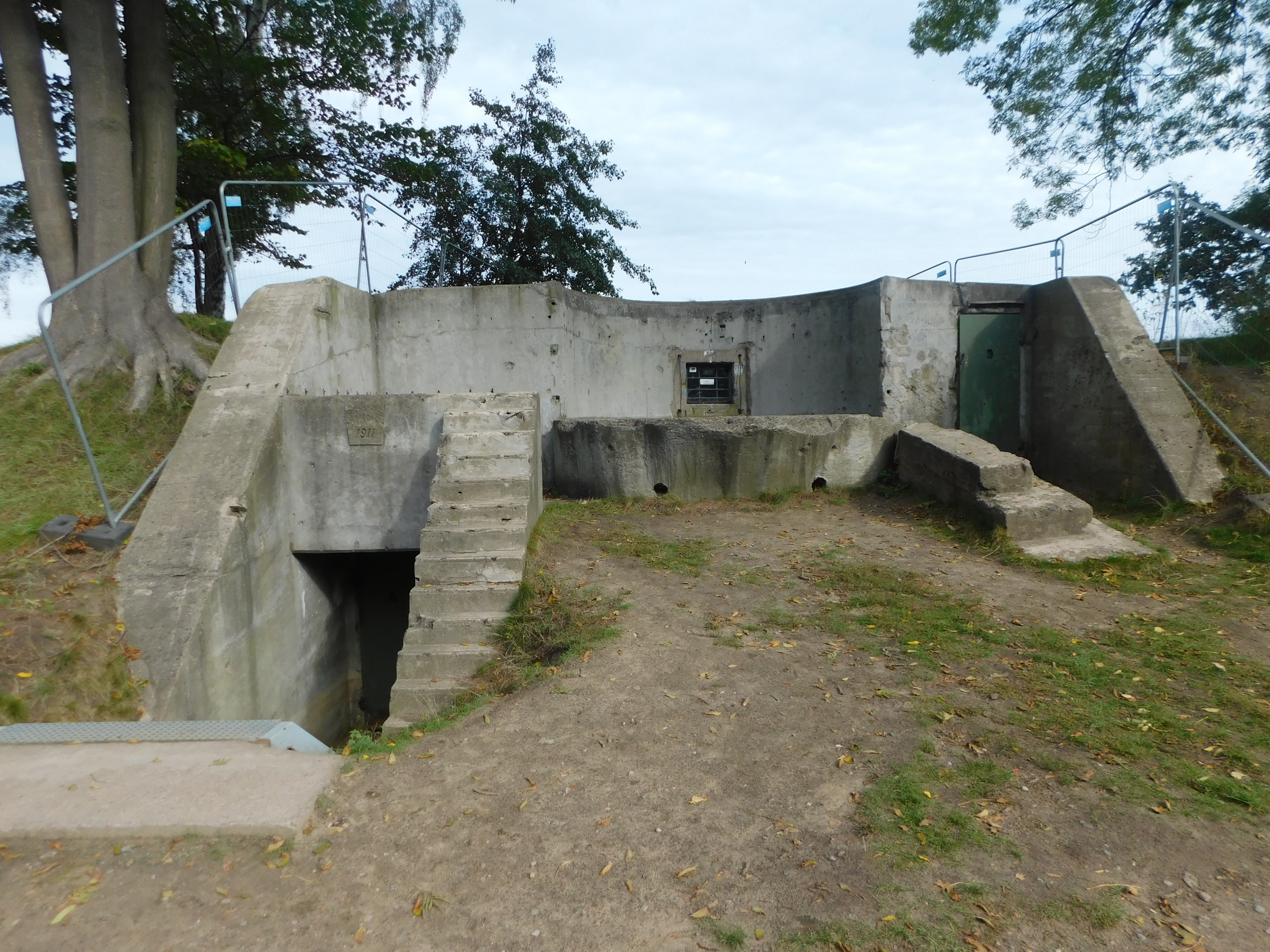
Бетонний каземат позиції "Форт" на Вестерплатте. Фото 2024 р.

За деякими джерелами у ніч на 4 вересня німці здійснили спробу форсування каналу на човнах проте зазнали поразки. Проте ця інформація потребує підтвердження.

### 4 вересня
До Вестерплатте підішли німецькі кораблі, що стояли в Гданській затоці:
- Von der Groeben — база флотилії катерів  — тральщиків із гарматами 105 мм
- T −196 — міноносець, озброєний двома гарматами 105 мм[2].

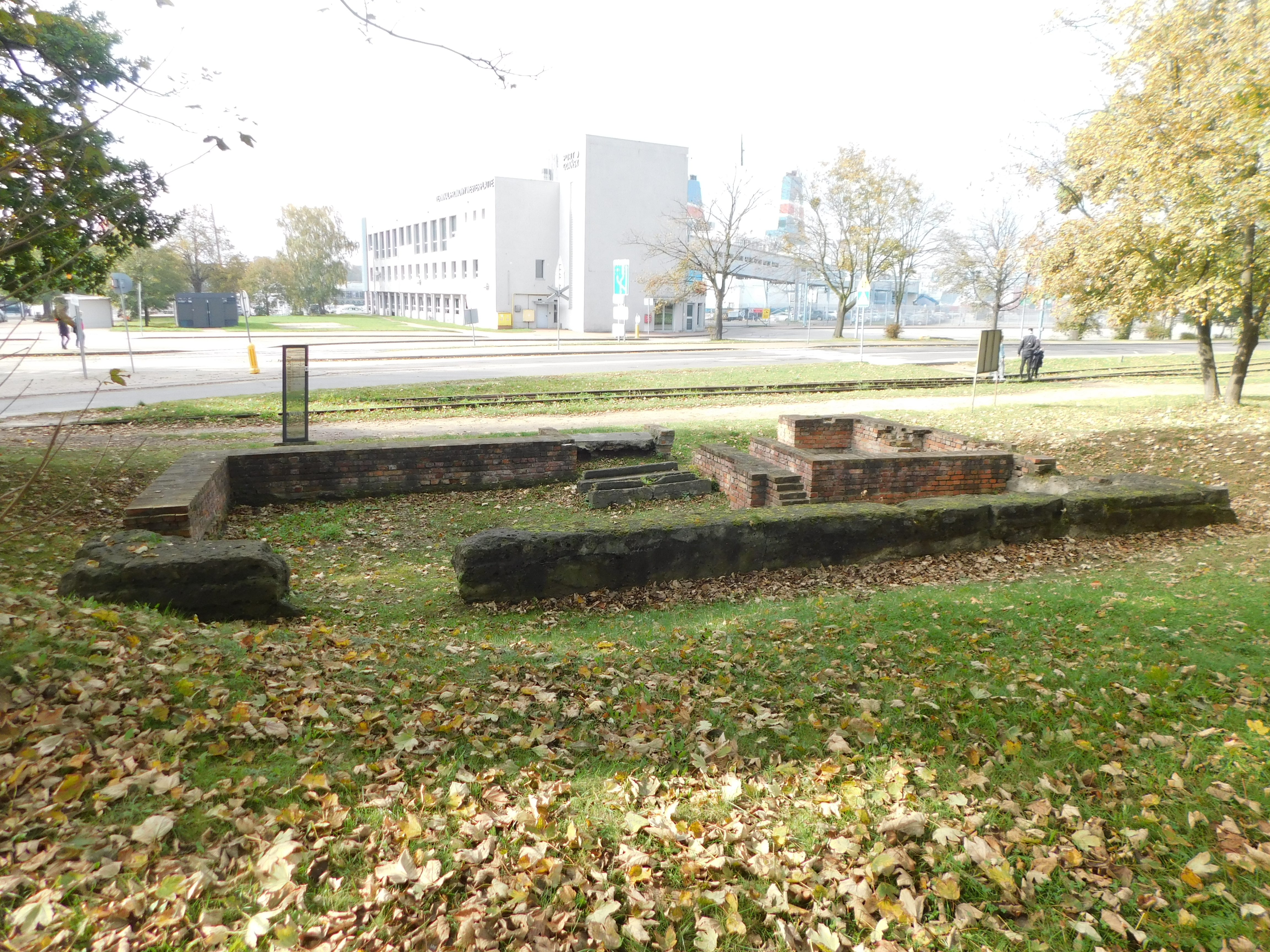
Фундаменти залізничної станції на Вестерплатте. Фото 2024 р.

Ці кораблі вранці почали обстріл, що зачепив деякі райони Гданська. На обстріл відповідали деякі польські позиції на Вестерплатте. Поза тим день пройшов в напруженні, оборонці чекали на німецькі атаки. У гарнізоні стала відчуватися нестача медикаментів, через що поранені не могли отримати необхідну допомогу.

### 5 вересня

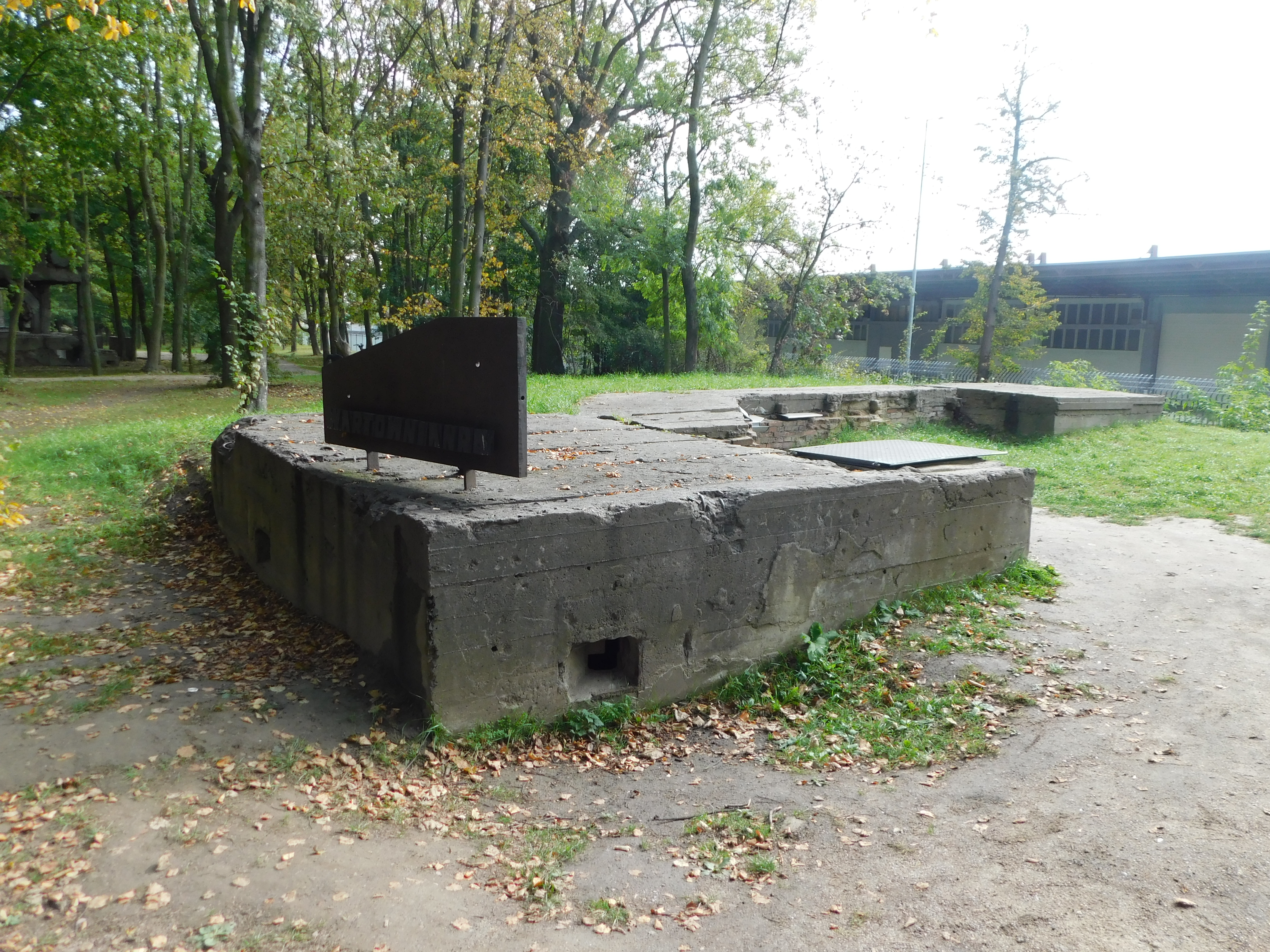
Бойове відділення вартівні №3 під Підофіцерською віллою на Вестерплатте. Фото 2024 р.

З 9 до 10.45 ранку Вестерплатте обстрілювала батарея важких гаубиць. Командний пункт на Вестерплатте перенесено до вартівні №6 в Нових кошарах.  Відбулася чергова військова рада. Було вирішено продовжувати оборону. Сам Г. Сухарський притримувався позиції про необхідність капітуляції Вестерплатте, яка не знайшла підтримки у більшості оборонців складу.

### 6 вересня

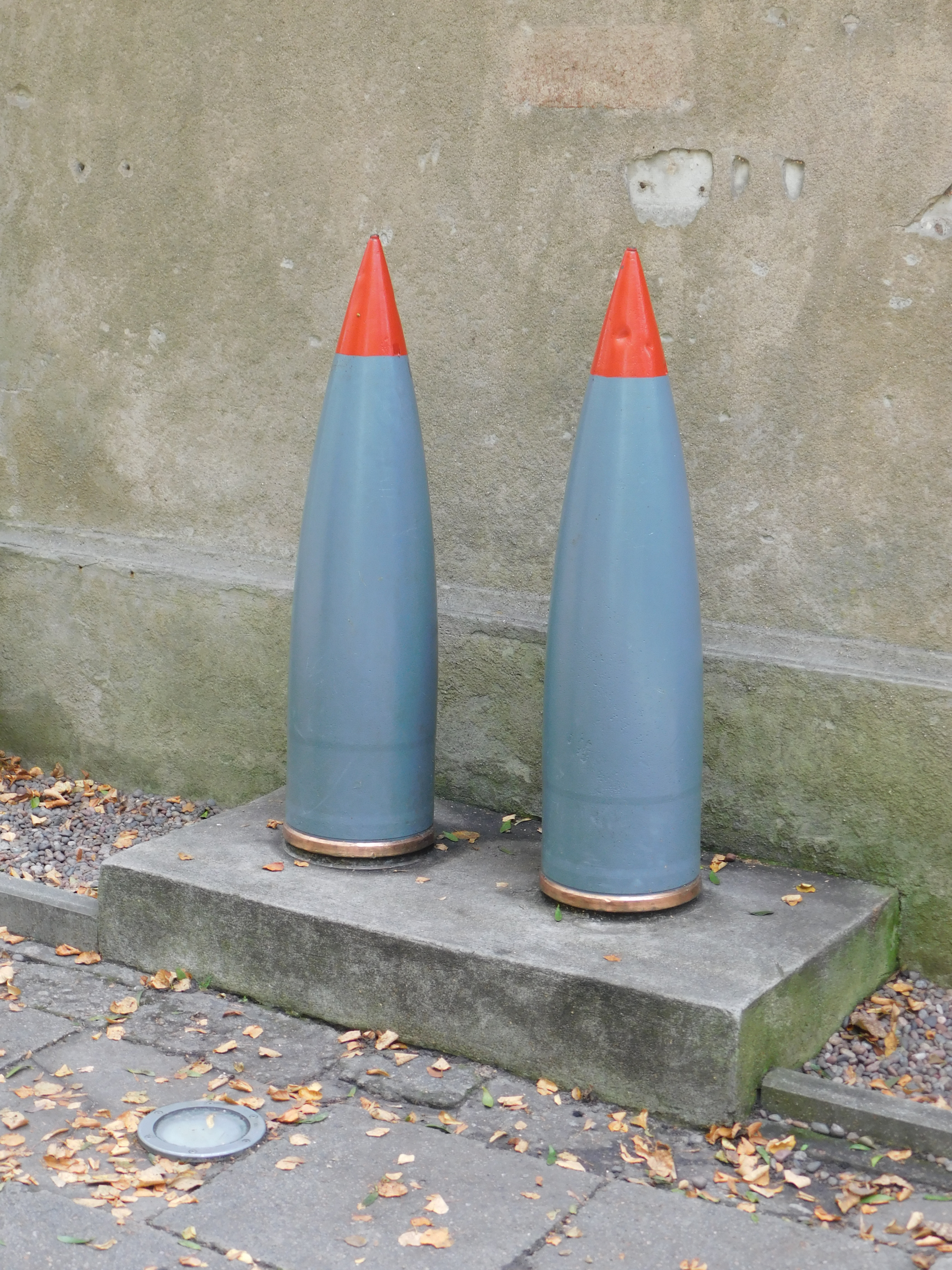
Снаряди головного калібру 280 мм німецького броненосця Schleswig-Holstein. Експозиці коло вартівні №1. Фото 2024 р.

6 вересня німці здійснили кілька спроб підпалити ліс за допомогою цистерн з пальним. Внаслідок протидії оборонців Вестерплатте ці спроби зійшли на марне. Німецькі сапери висадили в потіря будинок станції та окремі будинки складів, намагаючись позбавити поляків додаткових точок опору. В пізніх вечірніх годинах в Нових кошарах відбулася чергова нарада керівництва Вестерплатте, де Г. Сухарський знову наполягав на негайній капітуляції. Нарада закінчилася тим, що капітуляція відбудеться, якщо німці проламають систему оборони.

### 7 вересня. Капітуляція гарнізону

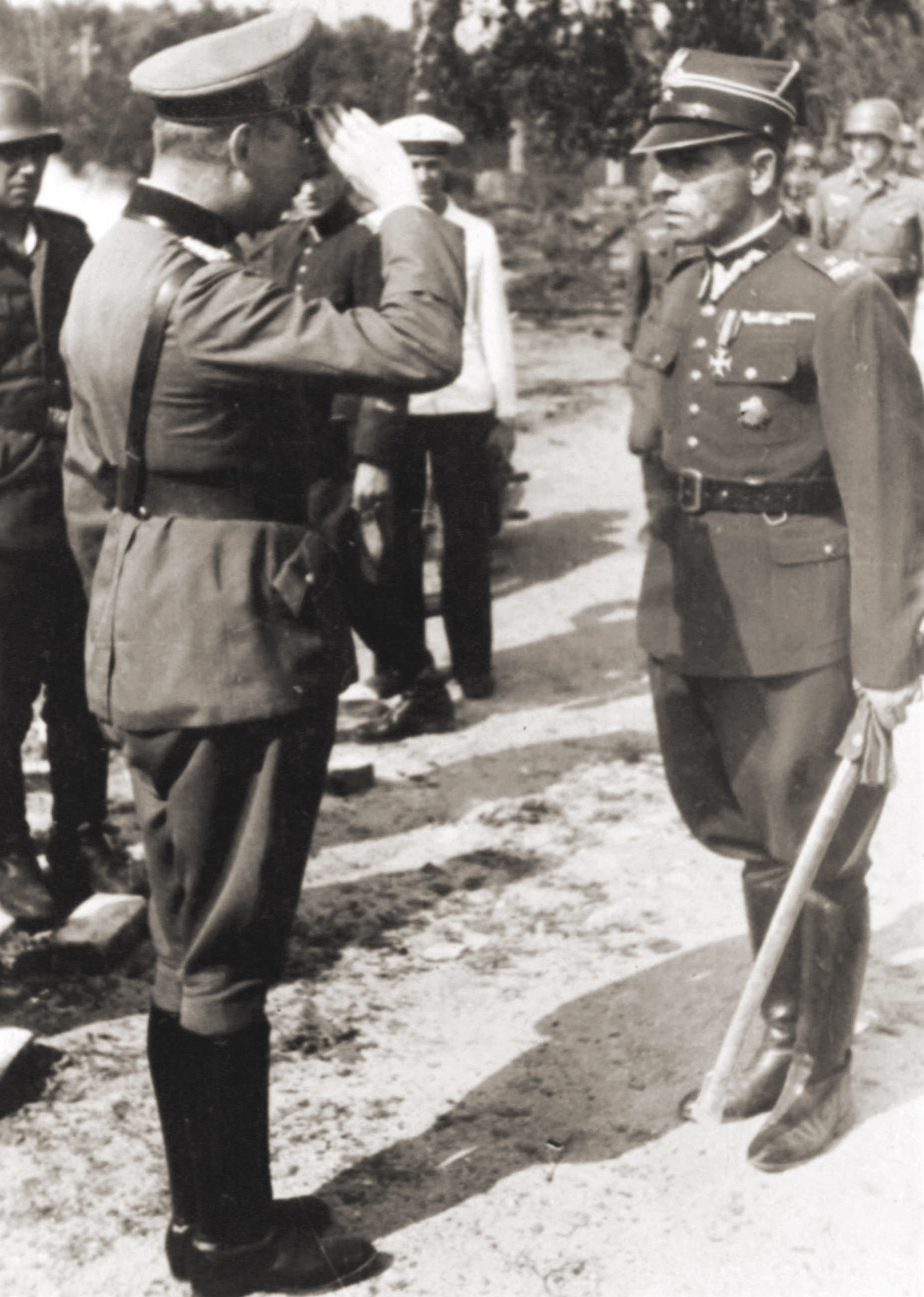
Генерал-майор Ебергардт віддає честь майору Сухарському як знак поваги до хоробрих польських солдатів.

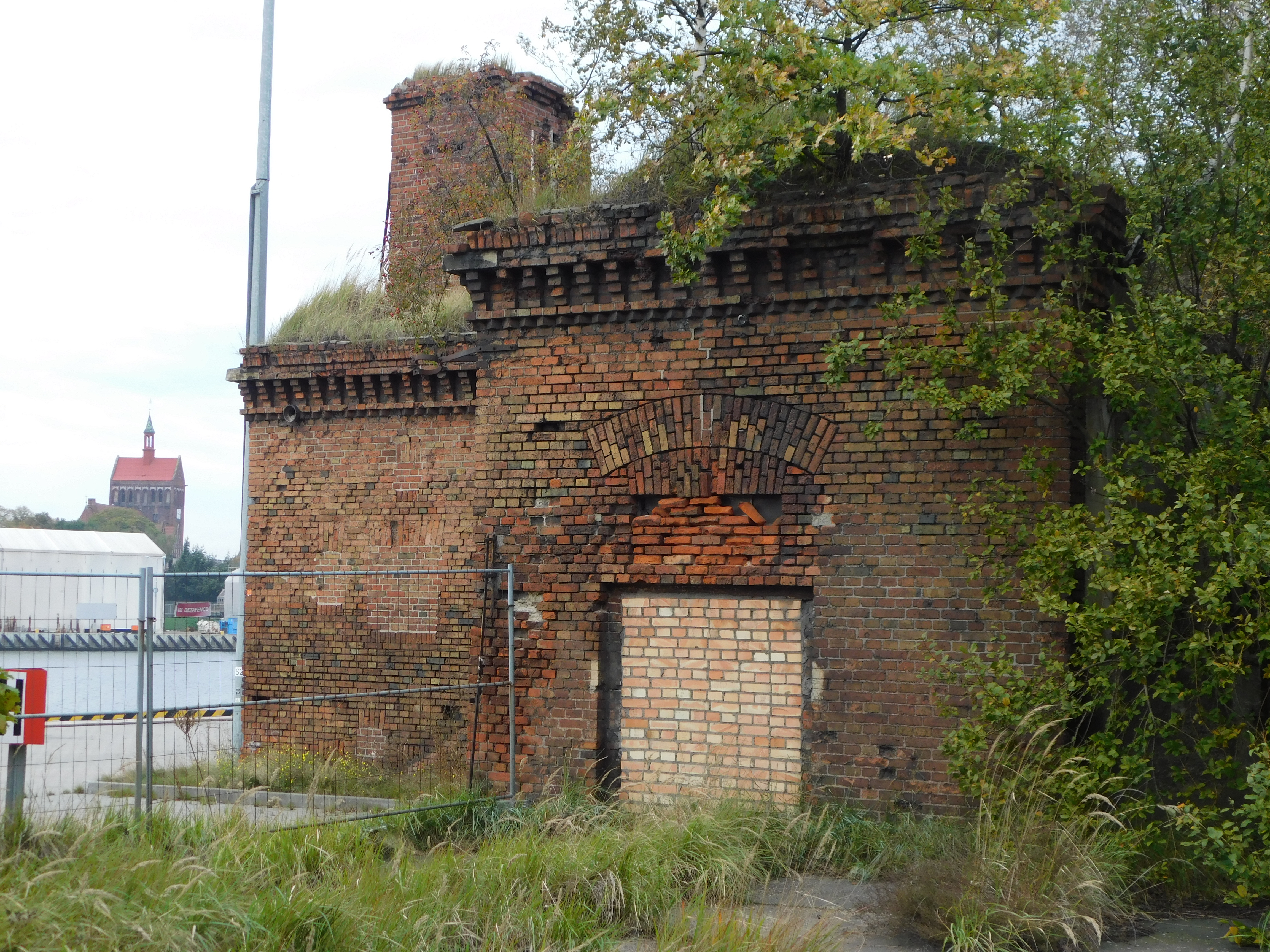
Фрагмент укріплення Мевій Шанець поблизу Вестерплатте. Фото 2024 р.

Зранку  німецька піхота пішла на штурм, щоб провести розвідку боєм та скоригувати вогонь броненосця на виявлені вогневі позиції поялків.  Виявивши вартівню № 2, броненосець сконцентрував вогонь на ній. Протягом невеликого часу вартівня № 2 була зруйнована снярядами калібру 280 мм. Проте штурм зустріли сильним вогнем з позицій «Форт» і «Залізнична колія», а також з вартівні № 1. До 7:15 німецький штурм було остаточно відбито.
Зважаючи на рішення попередньої наради та фатальну ситуацію з пораненими майор Г. Сухарський остаточно вирішує капітулювати. О 10:15 наказ про капітуляцію був доведений командирами до особового складу, а над Новими казармами вивішений білий прапор. На цьому оборона Вестерплатте завершилася. Вона тривала 149 годин 30 хвилин і проходила в умовах постійних бойових зіткнень.
7 вересня німці вступили на територію Вестерплатте. Оберстлейтенант К. Хенке провів майора Сухарського до генерал-майора Фрідріха-Георга Ебергардта, де той, під об'єктивами німецьких фотокореспондентів і кінохроністів, віддав Сухарському честь і підтвердив право колишнього командира Вестерплатте на носіння своєї офіцерської шаблі навіть будучи в полоні. Відразу ж після капітуляції німці відвели полонених до укріплення Мевій Шанець. Далі поранених польських солдатів відвезли в Медичну академію в Гданську і помістили в бараках під охороною СС. Літніх вільнонайманих відправили в табір для цивільних осіб в Новому Порту. 
Рядовий і унтер-офіцерський склад був зібраний в казармі на Єпископській Гірці,  а офіцери в готелі «Континенталь» (навпроти головного вокзалу на тодішній вул. Stadtgraben 7). Пізніше рядовий склад був відправлений до спеціальних концентраційних таборів для військовополонених (шталагів). Деяким солдатам вдалося втекти.

## Втрати

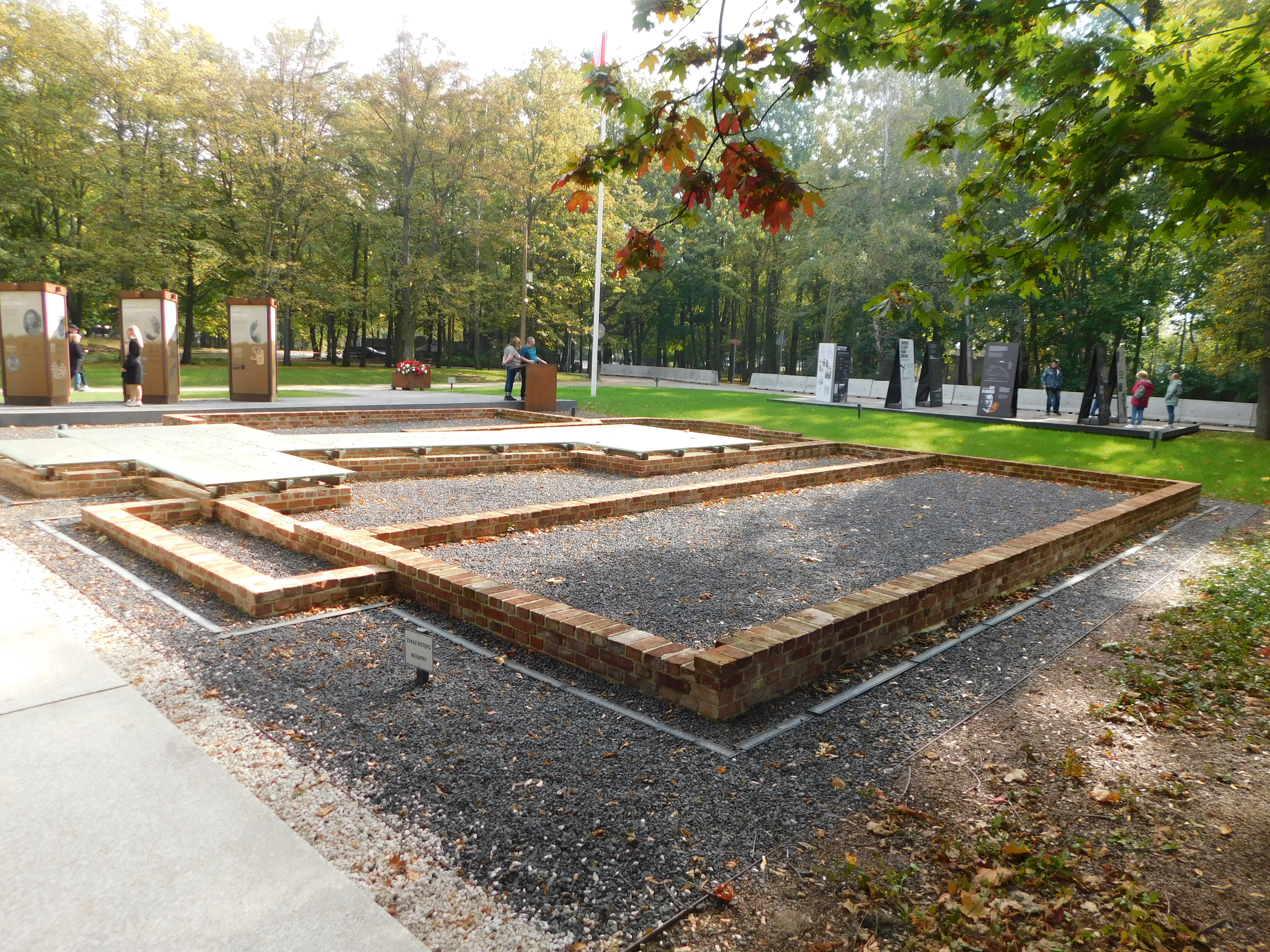
Фундаменти Офіцерської вілли, відкриті розкопками на Вестерплатте. Фото 2024 р.

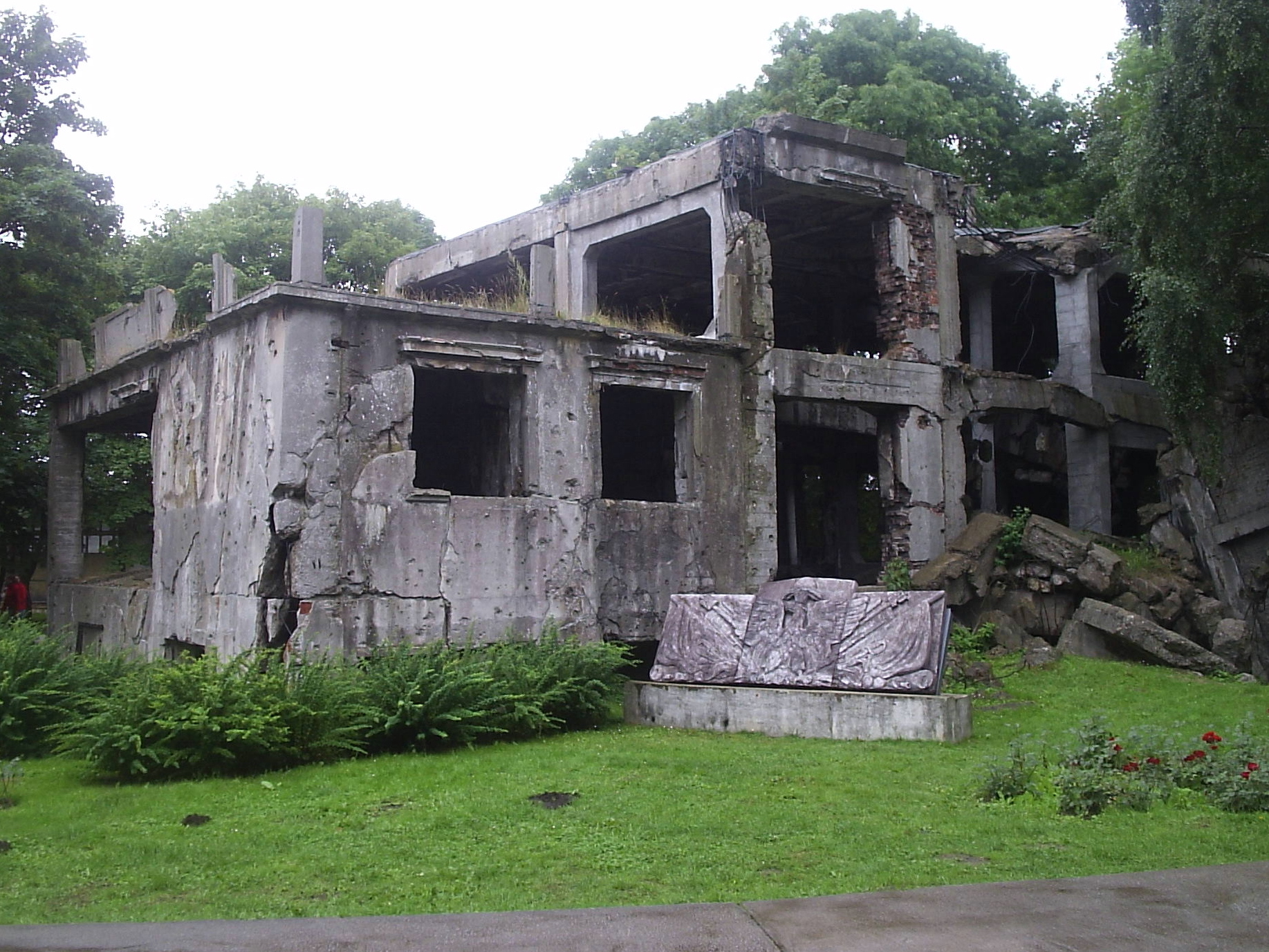
Нові казарми на Вестерплатте (руїна південного крила)

За підрахунками М. Вуйтовича-Подгорського під час оборони Вестерплатте з 235-240 солдат польського гарнізону полягло не менше 27 солдат, а не менше 42 – було поранено. Німці ж втратили – від 30 до 50 солдат вбитими та ще мінімум 120 пораненими.

## Значення
Оборона Вестерплатте найчастіше розгялдається як оборона порожнього складу заради честі польської зброї. Тож 7 днів вважається цілком достатнім до виконання цього завдання. М. Вуйтович-Подгурський натомість стверджує, що вона була важливим пунктом опору в системі Польського узбережжя. Наказ Генерального головнокомандувача виразно твердив, що гарнізон Вестерплатте має твердо стояти на своєму посту, що означало битися до вичерпання останньої можливості. На жаль, ті можливості вичерпано не було. Вестерплатте здалося, Гданський порт був розблокований, а задіяний проти Вестерплатте значні німецькі сили (біля 2000 чол.) могли без зволікання приступити до акції проти іншим пунктам опору на польському узбережжі.

## Увічнення
По закінченню війни на півострові було встановлено пам'ятник в стилі соцреалізму. Ім'ям героїв називалися військові частини і кораблі, герої оспівувалися і в художніх творах. Події тих днів втілилися в деяких творах, зокрема, у «Пісні про солдатів Вестерплатте» відомого поета Константина Ільдефонса Галчінського.

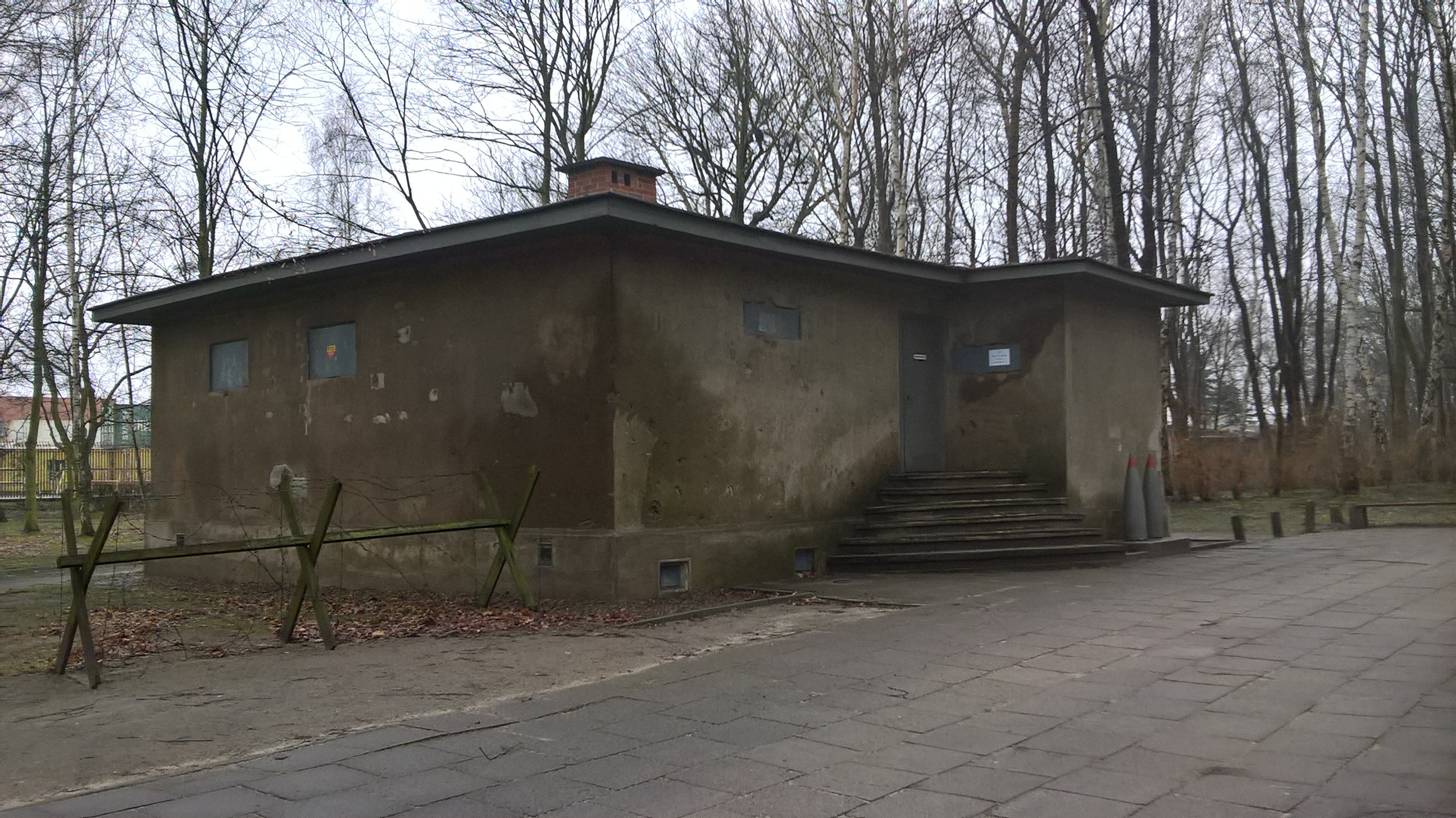
Вартівня №1

## Сучасний стан об'єкту
Найкраще збереженими на Вестерплатте є перенесена з свого оригінального місця вартівня №1, вартівня №4, руїни південної частини Нових казарм з бойовим відділенням вартівні №6, бойові відсіки Підофіцерської вілли (вартівня №3), будинок електростанції, два оригінальні будинки складів, фундаменти та земляні насипи решти складських приміщень, бетонний каземат позиції "Форт". Зберіглося багато менш помітних пам'яток минулого. На даху збереженої руїни Нових казарм наявні сліди потрапляння двох авіаційних бомб. Саме тут відбувалася трагічна сцена першої спроби капітуляції. З південного боку вартівні №3 наявні броньована заслінка часів Першої світової війни на одній амбразурі та слід потрапляння на іншій амбразурі, що вбило першого оборонця Вестерплатте Костянтина Язерського. Зберігся вал, на якому розташовувалася позиція «Вал», місце позицій «Лазенки», «Електростанція» та вузол опору «Залізнична колія». Окрім бетонного каземату старої батареї, що творив основу позиції «Форт», зберіглося також передпілля цієї позиції з узбережжям моря та хвилерізом. Наразі це єдине збережене на Вестерплатте аутентичне поле бою 1939 р. З компонентів історичного середовища, часів битви збереглися також зерносховище фірми Anker, та маяк на Лоцманській гірці з слідами потрапляння в нього снарядів гармати-Путиловки. Поблизу вціліло укріплення Мевій Шанець.

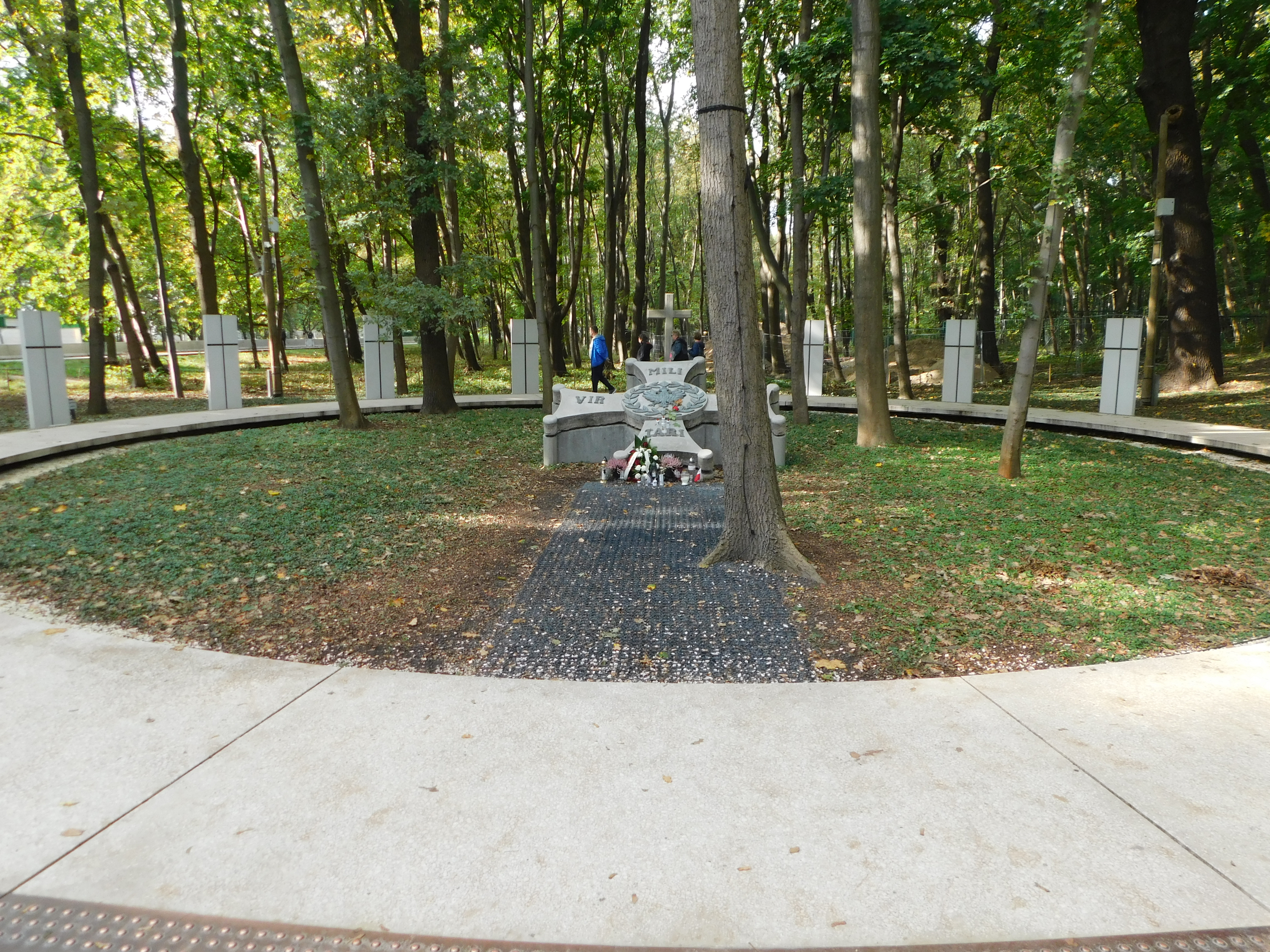
Меморіальний цвинтар на Вестерплатте. Фото 2024 р.

Зусиллями любителів-реконструкторів Вестерплатте, під керівництвом М. Вуйтовича-Подгорського багато чого було знайдено і відновлено. Реконструйована залізнична брама та колія, а також рампа коло складського приміщення №1. Знайдено низку реліктів по зруйнованим об’єктам складів. Зокрема знайдено оригінальні фундаменти вартівні №1 (перенесеної на сучасне місце). За результатами цієї роботи 01.12. 2008 р. до Реєстру пам’яток було додатково вписано релікти цегляного муру складів, релікти зіничної брами, фундаменти будинку залізничної станції, інспекційний канал будки електрогенератора, вартівню №4, два середні складські приміщення, релікти 5-ти малих складських приміщень з валами, що їх оточують, релікти Старих кошар, релікти Підофіцерського казино, релікти Офіцерської вілли, релікти Підофіцерської вілли, склад палива та металевий хвилеріз. Заплановане включення до переліку пам’яток також маяка на східному молі Вестерплатте. 

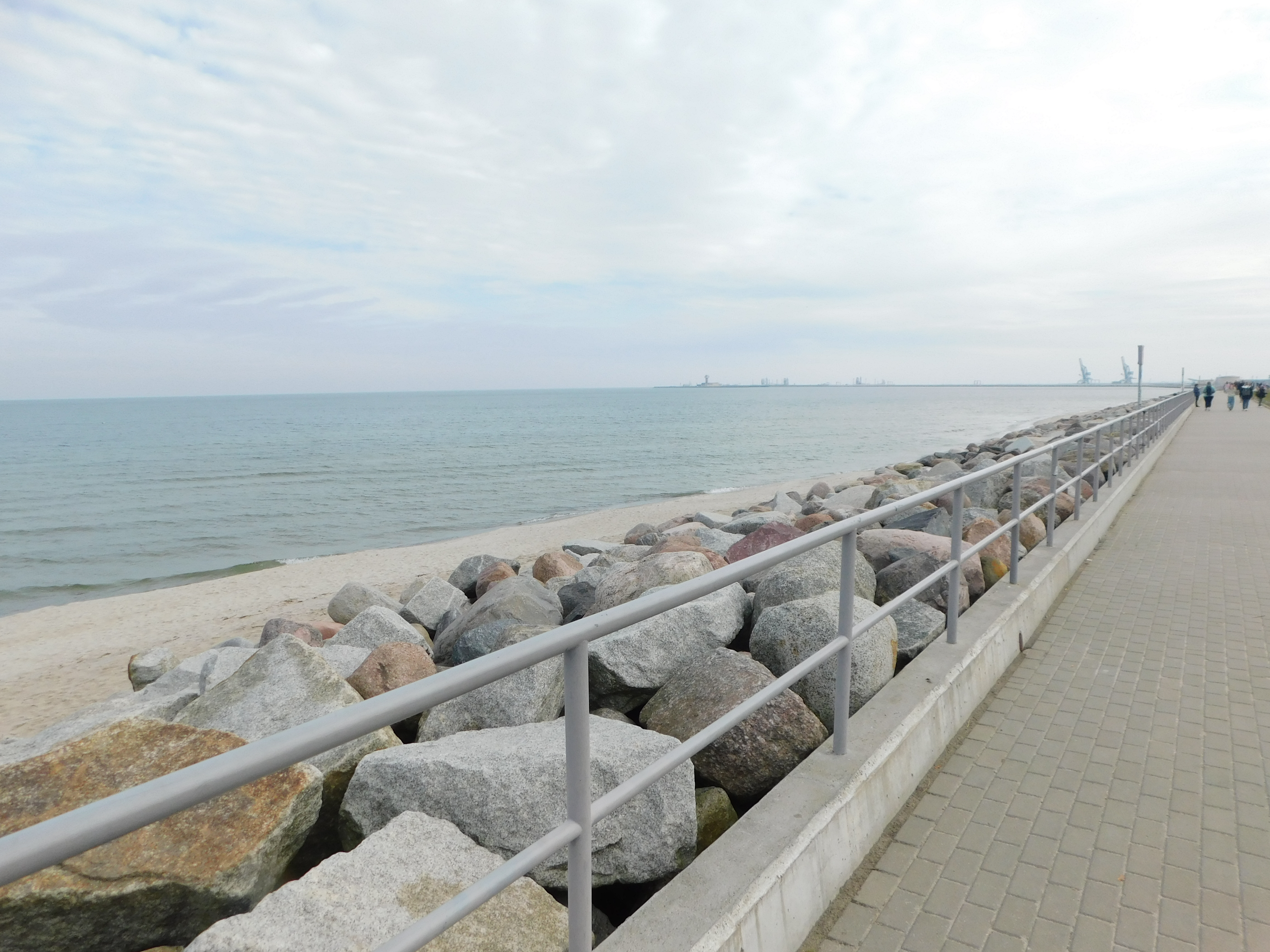
Сучасний вигляд морського узбережжя Вестерлатте. Фото 2024 р.

З 2016 р. на території колишніх складів ведуться археологічно-пошукові роботи, внаслідок яких уточнено конкретні місця тих чи інших подій в обороні Вестерплатте. Експоновано фундаменти офіцерської вілли та вартівні №5, знайдено позицію Путиловської гармати. Але саме важливе, знайдено частину похованих на місці боїв захисників Вестерплатте, яких перепоховано на новооблаштованому місцевому цвинтарі.
2025 р. завершено адаптацію релікта часів оборони – приміщення портової електростанції на місце розміщення колекції унікальних історичних артефактів, що мають пряме відношення до історії Вестерплатте. Цього ж року на вході до Вестерплатте відкрито сучасний візит-центр для туристів. 

## Оборонці українського чи білоруського походження

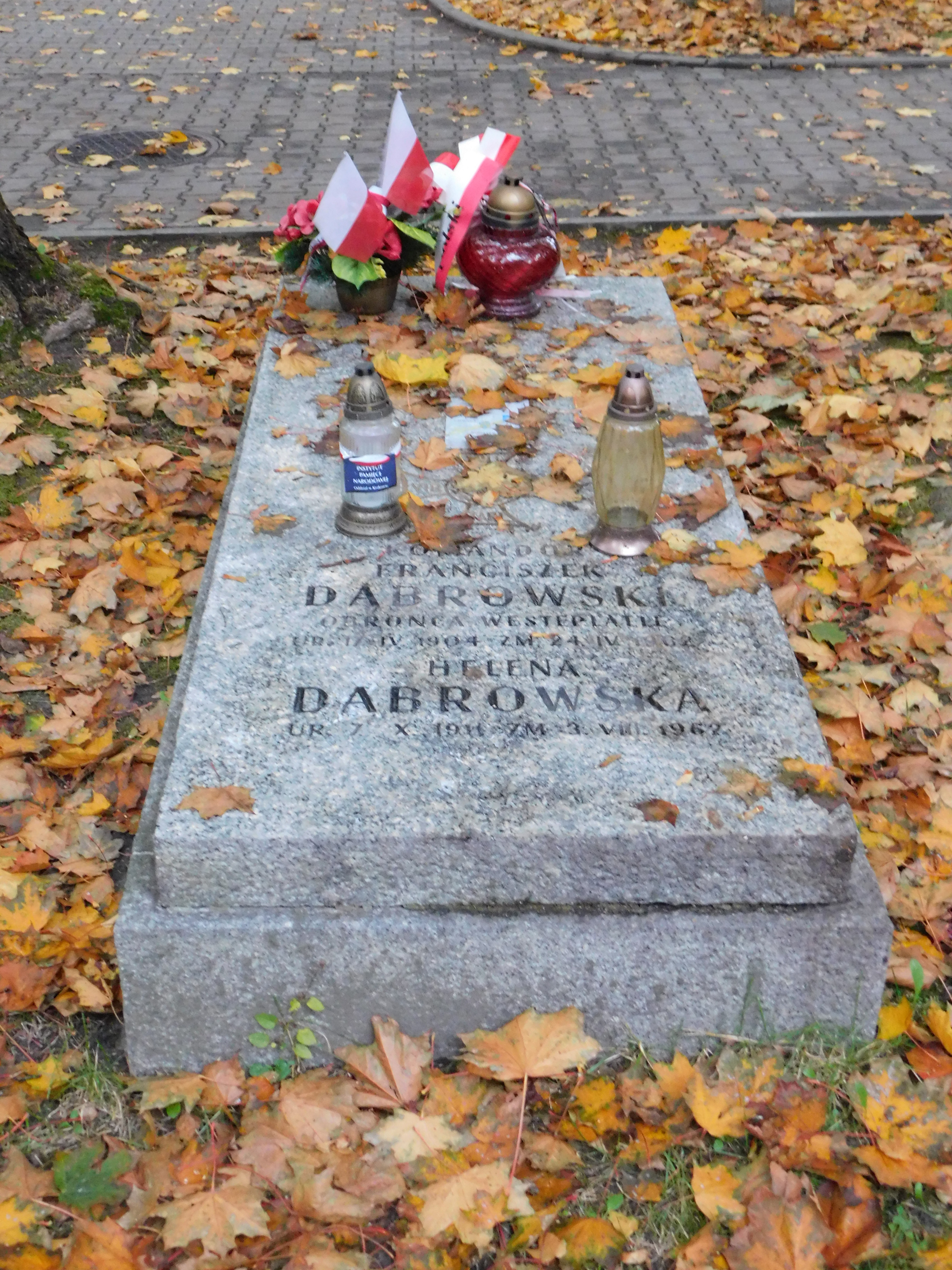
Могила командора Франтишка Домбровського, Раковицький цвинтар, Краків. Фото 2022 р. 50.075189°, 19.956652°

У списку оборонців Вестерплатте, знаходимо чимало імен, що можуть свідчити про українське чи білоруське походження солдат: взводний Йозеф Лопатнюк (Józef Łopatniuk)– дата народження: 03.07.1907, командир протитанкових гармат: хорунжий Едуард Шевчук (Edward Szewczuk), 18.02.1892, кошари; стрілець Віктор Черешко (Wiktor Ciereszko), 02.02.1916, вартівня №1, стрілець Олександр Чайко (Aleksander Czajko), 16.03.1916, вартівня №1; легіонер Олександр Круцько (Aleksander Krućko) 1916, вартівня №2; стрілець Віктор Білоус (Wiktor Białous), 30.01.1916, позиція «Пором»/вартівня №1/ кошари; капрал Міхал Плевако (Michał Plewako (Plewak), позиція точно не відома, 15.01.1910; старший стрілець Олексій Ковалик (Aleksy Kowalik), 23.07.1915, позиція №1 протитанкової гармати; стрілець Антон Федорчук (Antoni Fiedorczuk), 13.07.1916, позиція «Лазенки»; стрілець Владислав Хринович (Григорович, Władysław Hrynowicz (Hryhorowicz?), позиція «Колії»; 31.05.1917; стрілець Михайло Сечко (Michał Sieczko), 03.05.1916, місце служби не встановлено; стрілець Олександр Лавринович (Aleksander Ławrynowicz), 1915?, доля не відома. Хоча вважається, що для оборони складу обирали солдат виключно польського походження, вищенаведені імена цю інформацію радше не підтверджують. Окрім при пошуку генетичного матеріалу для ідентифікації кількох ще не розпізнаних полеглих захисників Вестерплатте виявилося, що їх поховань батьків слід шукати на теренах Білорусі та України.

## Галерея

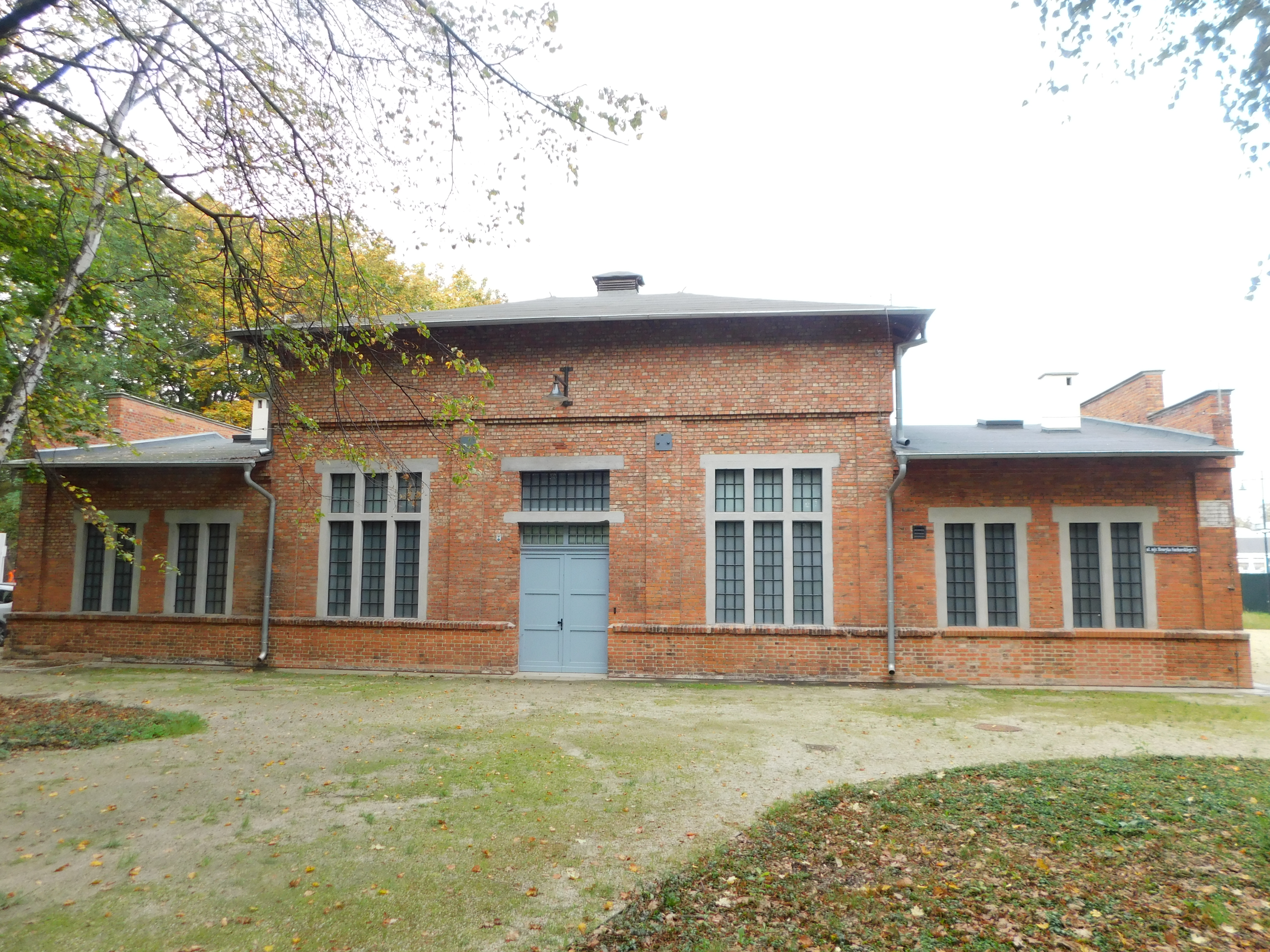
Портова електростанція поблизу Амуніційного басейну на Вестерплатте – оригінальна будівля, що зберігалася до нашого часу і слугує наразі головним музейним приміщенням на території історичного складу.
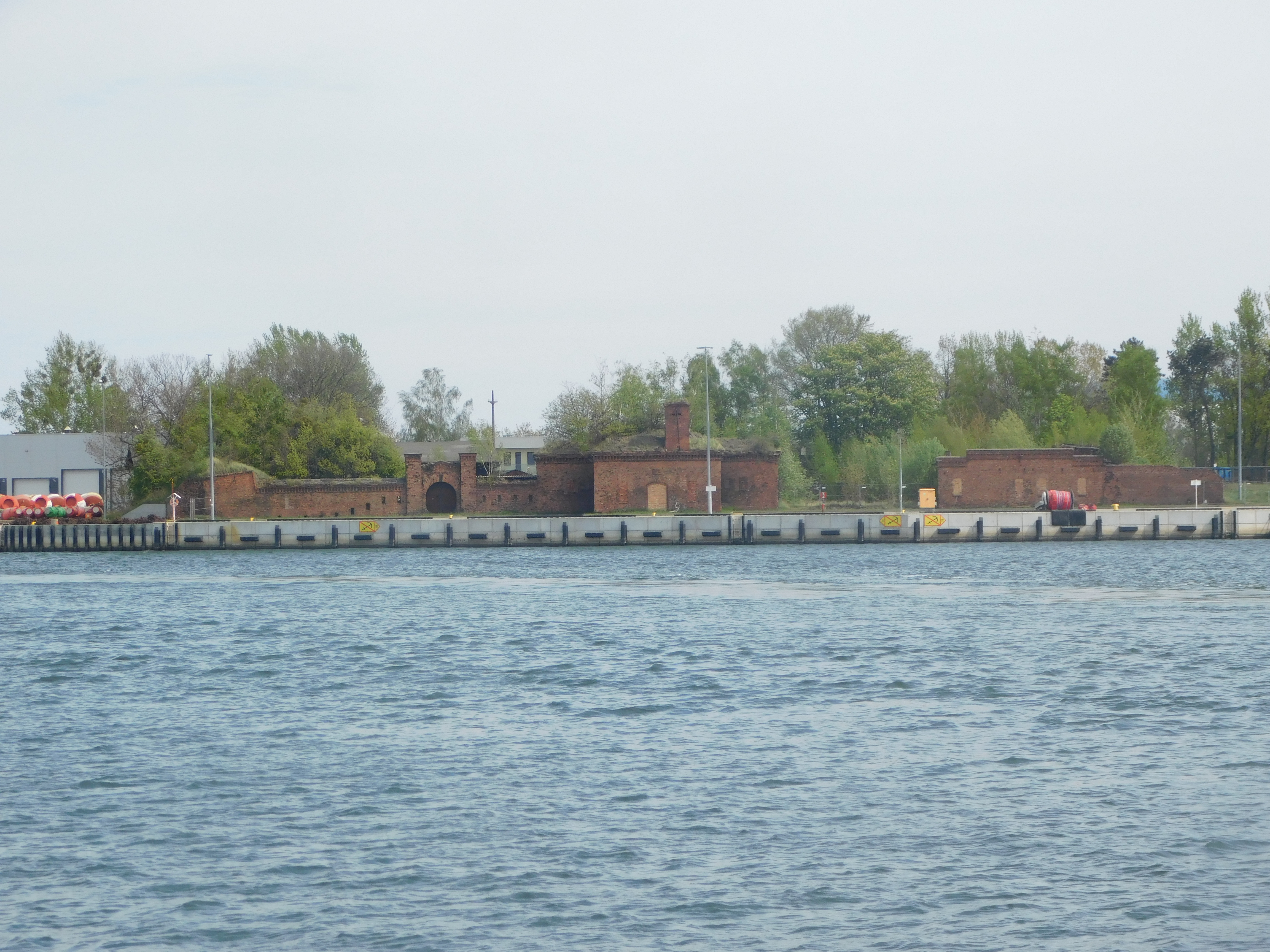
Німці розгорнули командний пункт в поблизькому старому укріпленні – Мевій Шанець. Вид на укріплення з Нового порту
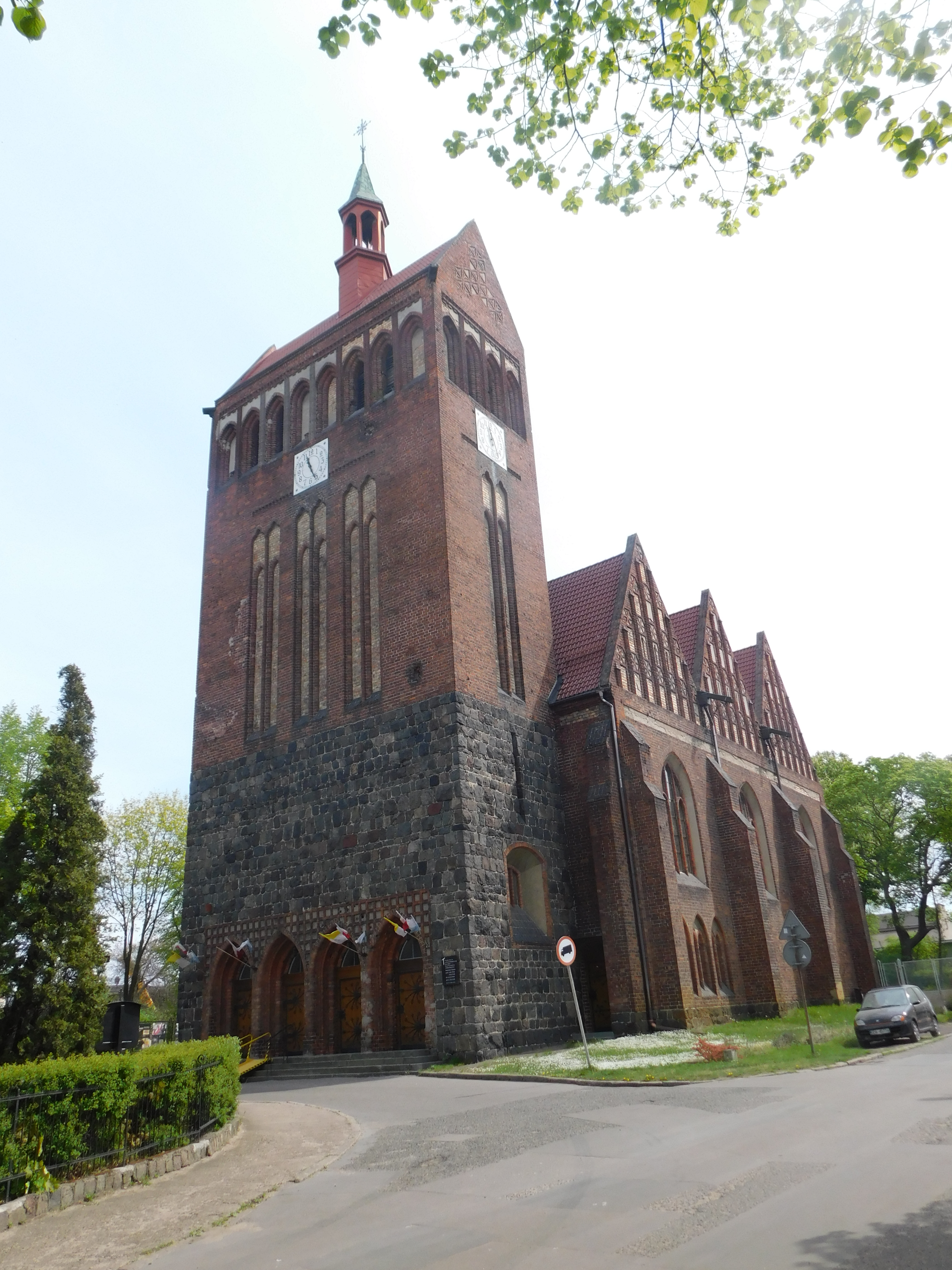
Колишній євангелічний костел в Новому порті, що використовувався в вересні 1939 р. як вогнева точка проти Вестерплатте. Його вежу після війни було перебудовано
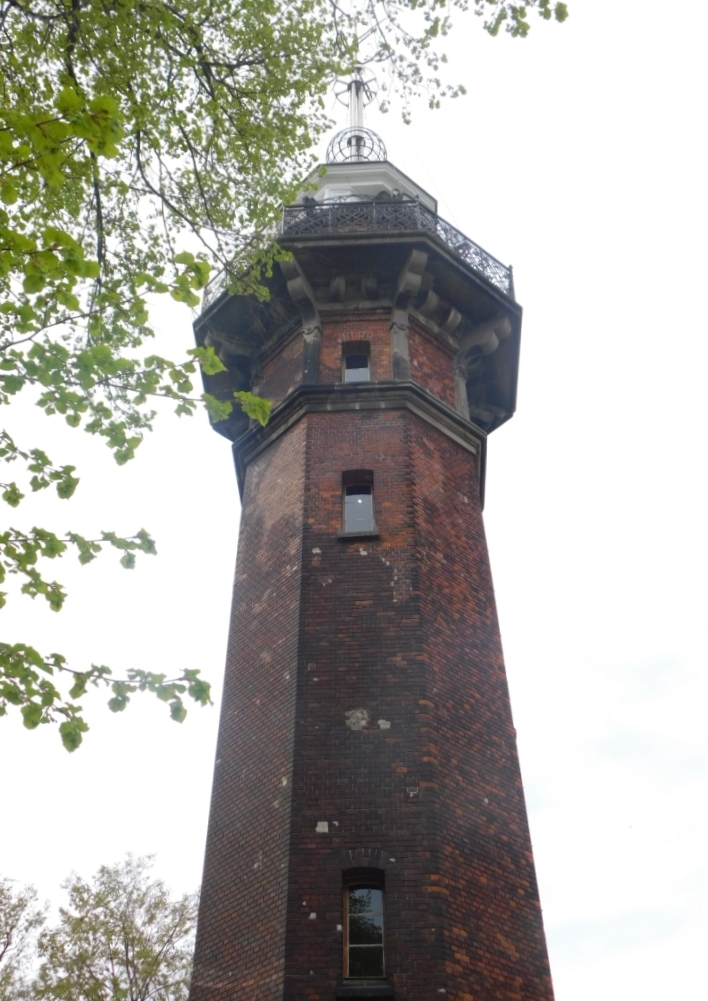
Сліди обстрілу путиловки на маяку на Лоцманській гірці. Цей маяк використовувався як вогнева точка німцями в вересні 1939 р. під час боїв за Вестерплатте.
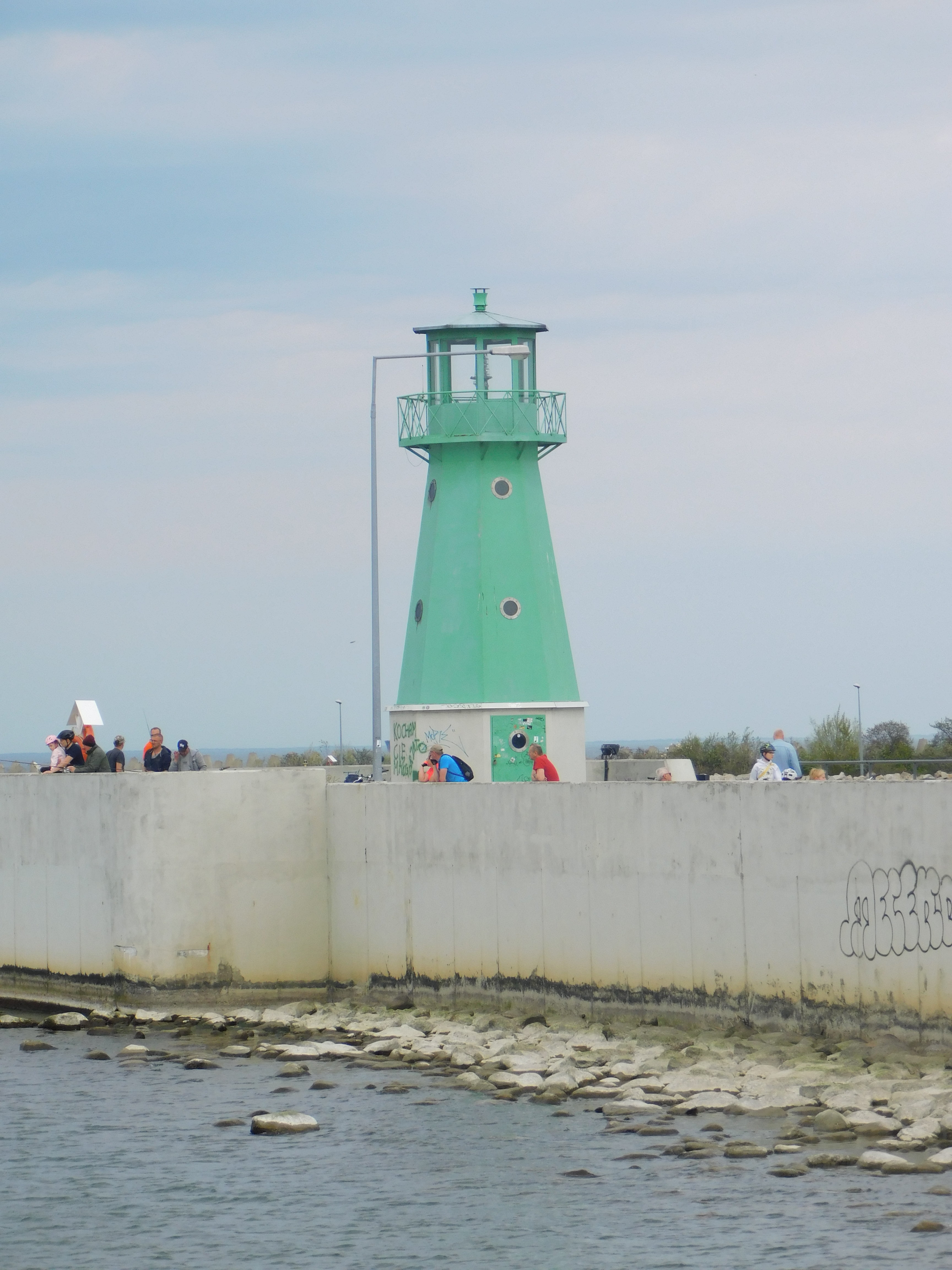
Маяк зеленого світла на вході до Гданського порту, місце, де було влаштовано німецьку вогневу точку під час боїв за Вестерплатте
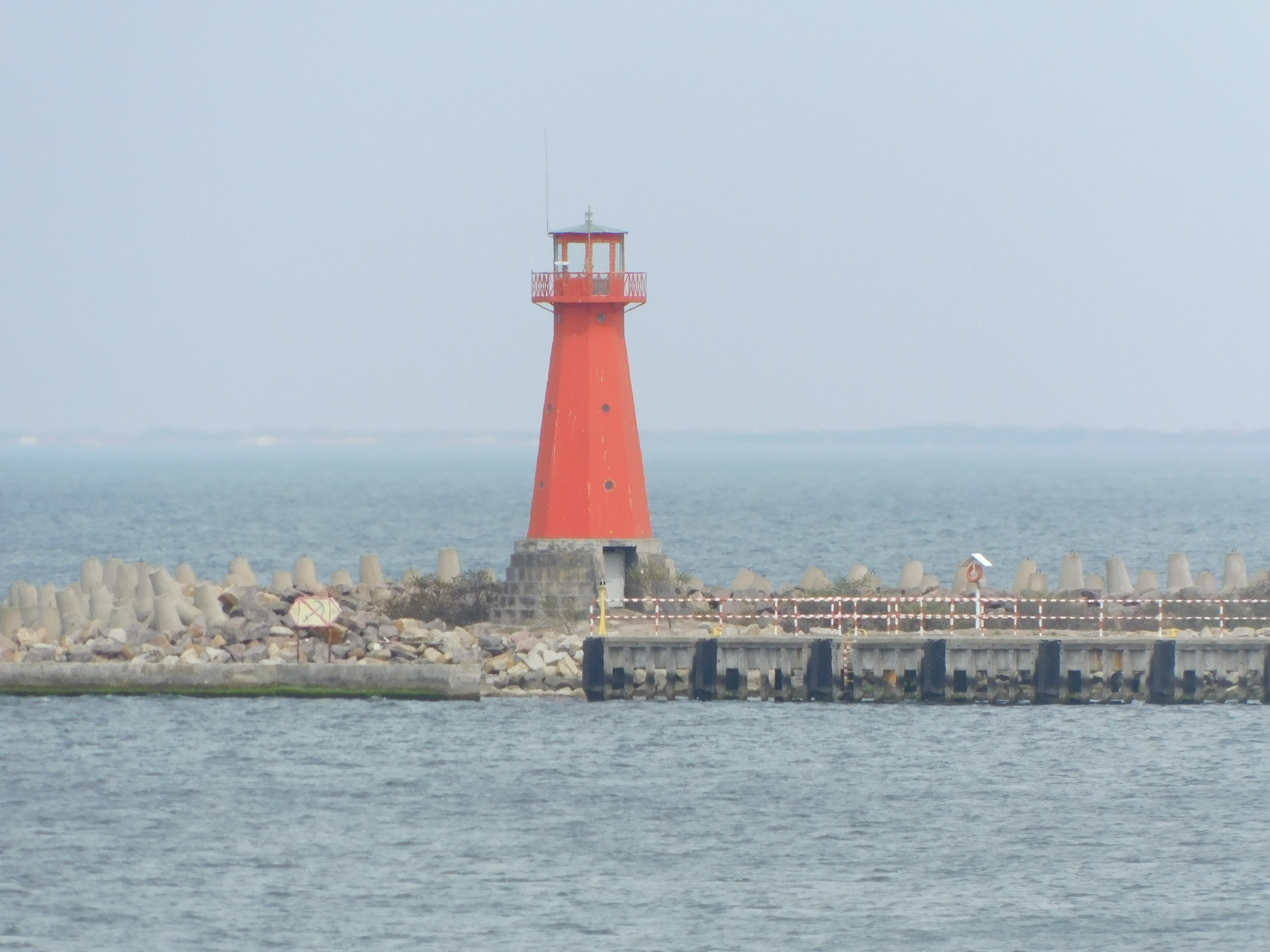
Дещо перебудований маяк червоного світла на східному молі  Гданського порту, свідок боїв за Вестерплатте 1939 р.
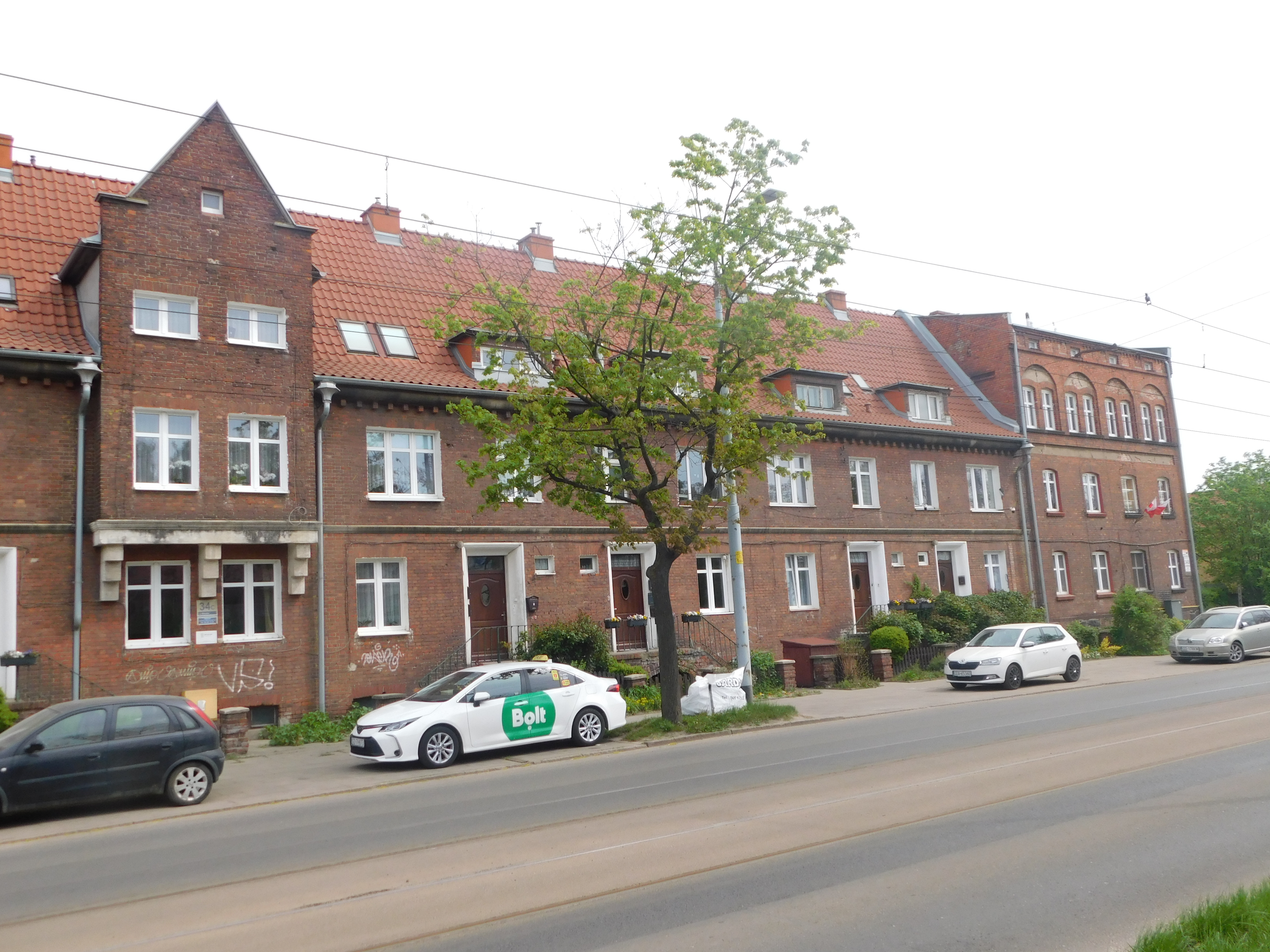
Будинок по вул. Oliwska 34 у Новому порті, де після війни мешкав командор Ф. Домбровський.
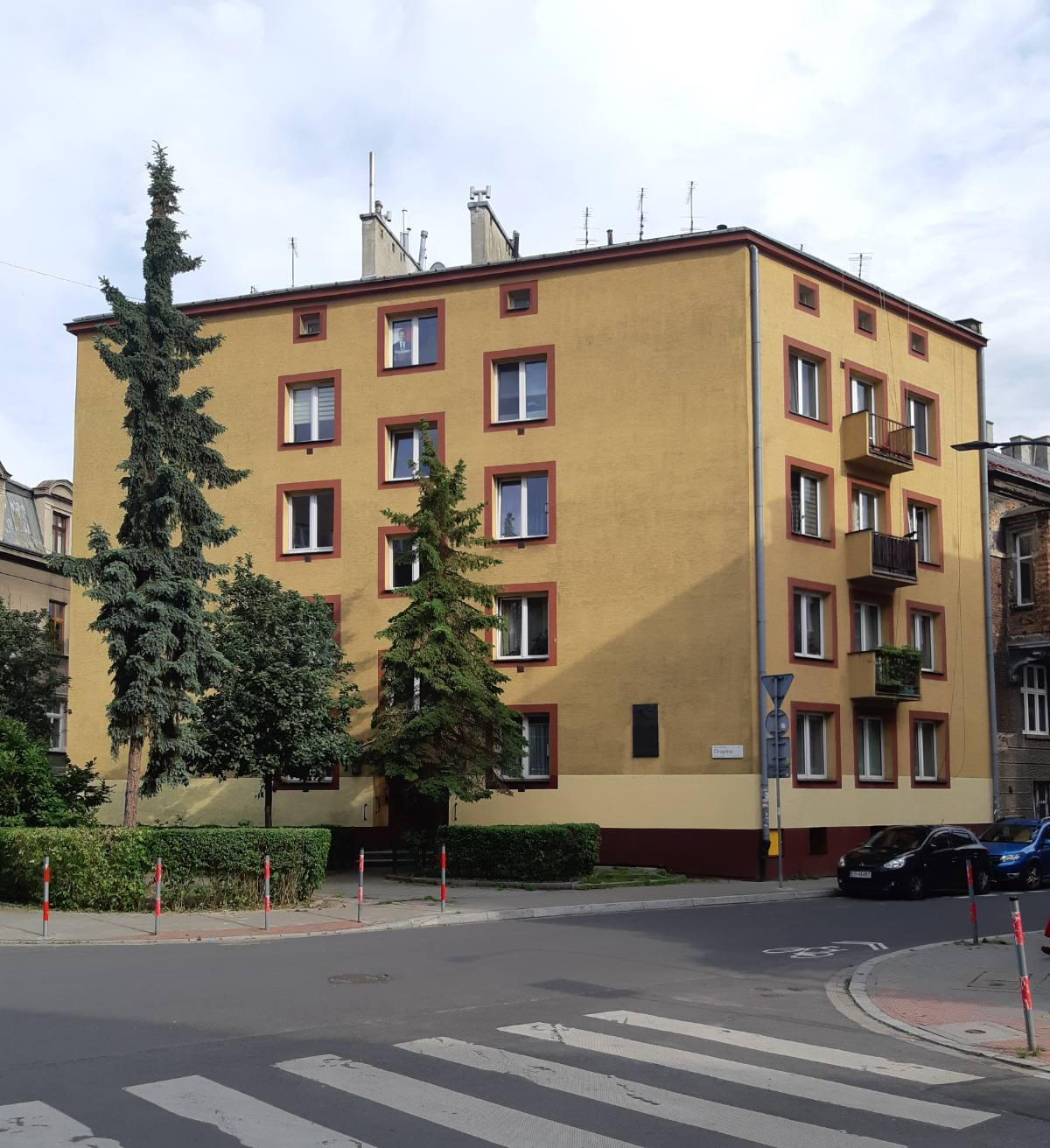
Будинок в Кракові по вул. Chopina 20 в якому мешкав Ф. Домбровський.
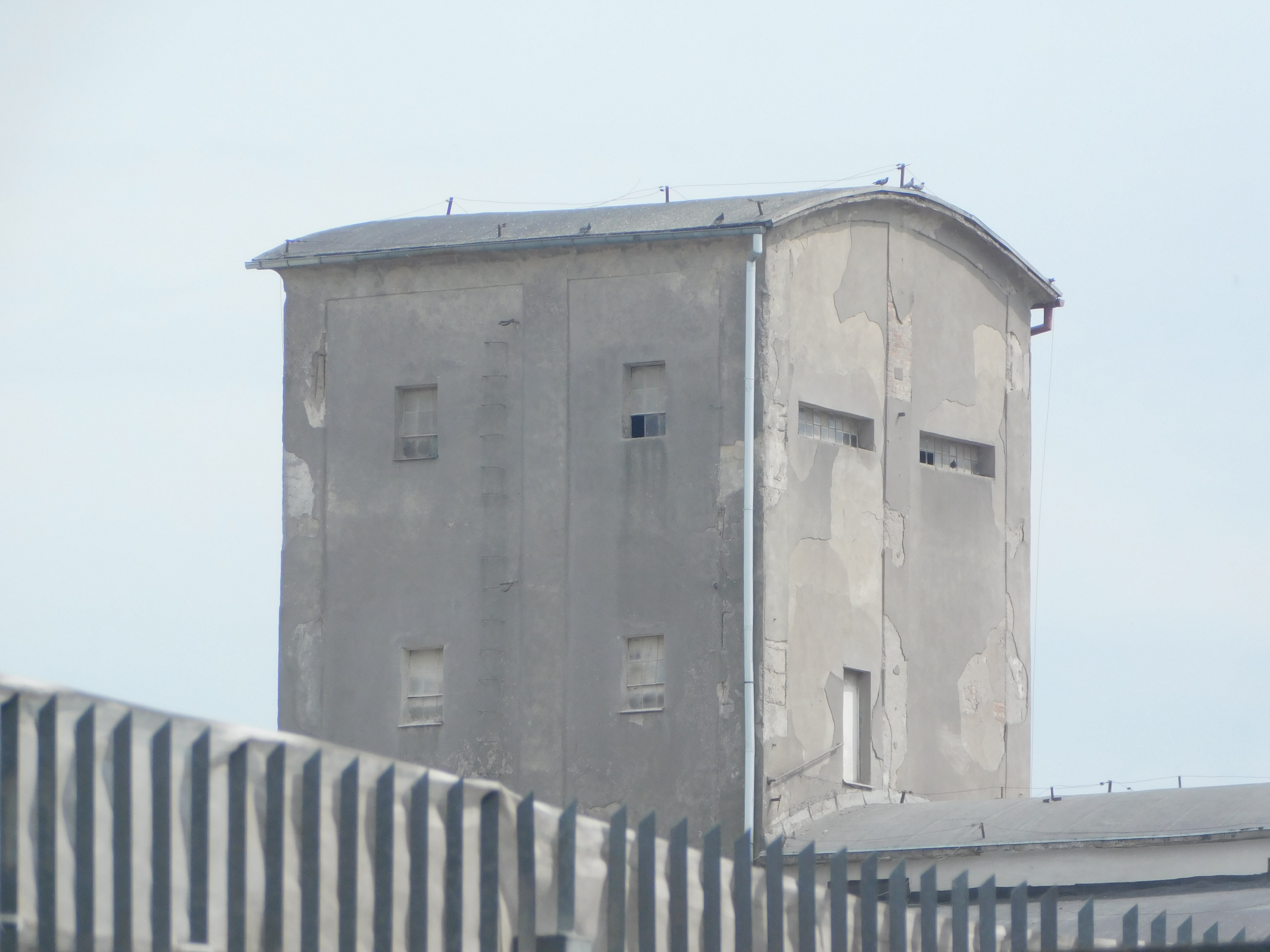
Вежа зерносховища фірми Anker. Гданськ, Новий порт